# Selección nacional de gimnasia rítmica de España
La selección nacional de gimnasia rítmica es el equipo español de gimnasia rítmica que representa a la Real Federación Española de Gimnasia en las competiciones internacionales. Fue creada en 1974.
Es una de las selecciones españolas más laureadas, habiendo obtenido hasta la fecha un total de 132 medallas en competiciones internacionales oficiales tanto en modalidad individual como en conjuntos. Además, la selección nacional ha sido galardonada con la Copa Barón de Güell al mejor equipo español en los Premios Nacionales del Deporte de los años 1987, 1996 y 2014. La gimnasia rítmica es la 4ª disciplina deportiva más practicada entre niñas y adolescentes en España, solo superada por la natación, el baloncesto y el fútbol, según la Encuesta de Hábitos Deportivos de la Población Escolar (2011), elaborada por el CSD.

## Composición
La selección nacional se divide en dos modalidades, individual y conjuntos, que a su vez se dividen generalmente en categoría sénior y categoría júnior. Los cargos técnicos más importantes son el seleccionador nacional, el entrenador, el coreógrafo (que suele ejercer como profesor de ballet), y el preparador físico. A menudo se compatibilizan el puesto de seleccionador y entrenador.
En la actualidad, la seleccionadora nacional de conjuntos es Alejandra Quereda, mientras que la entrenadora del conjunto español es Ana María Pelaz en el CAR de Madrid. La coreógrafa del conjunto es Dagmara Brown, y la preparadora física Mónica Hontoria. La entrenadora del conjunto español júnior es Ruth Fernández en el CAR de León. Por su parte, la seleccionadora nacional individual es también Alejandra Quereda, que coordina el trabajo de las entrenadoras de los otros centros de entrenamiento del equipo nacional individual: Marta Linares en el CAR de Madrid, Iratxe Aurrekoetxea en el CAR de San Cugat, y Blanca López Belda en el Centro Deportivo Colonial Sport en Alfafar (Valencia).

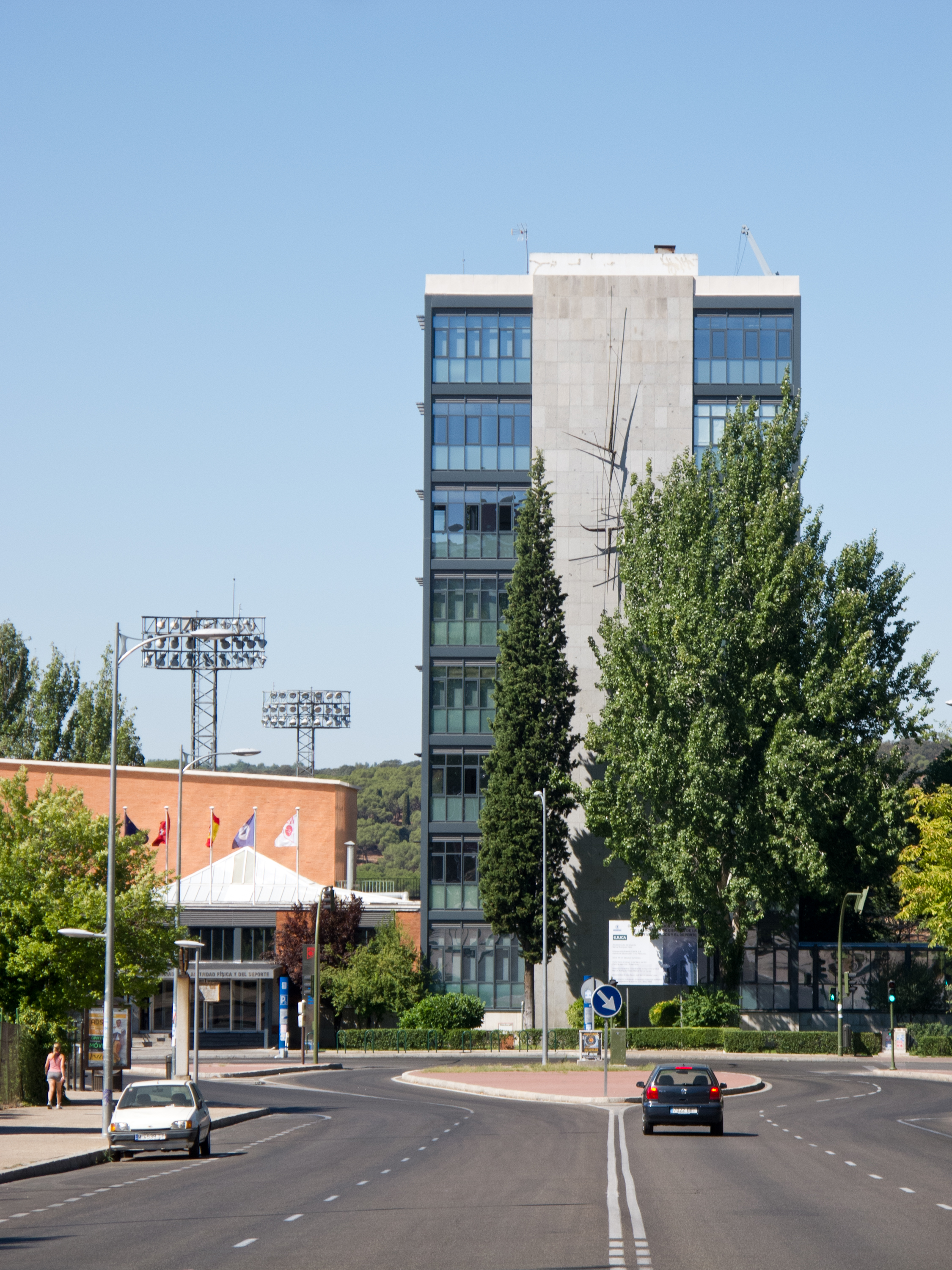
El conjunto sénior y varias individuales entrenan en el CAR de Madrid, situado en la Facultad de Ciencias de la Actividad Física y del Deporte.
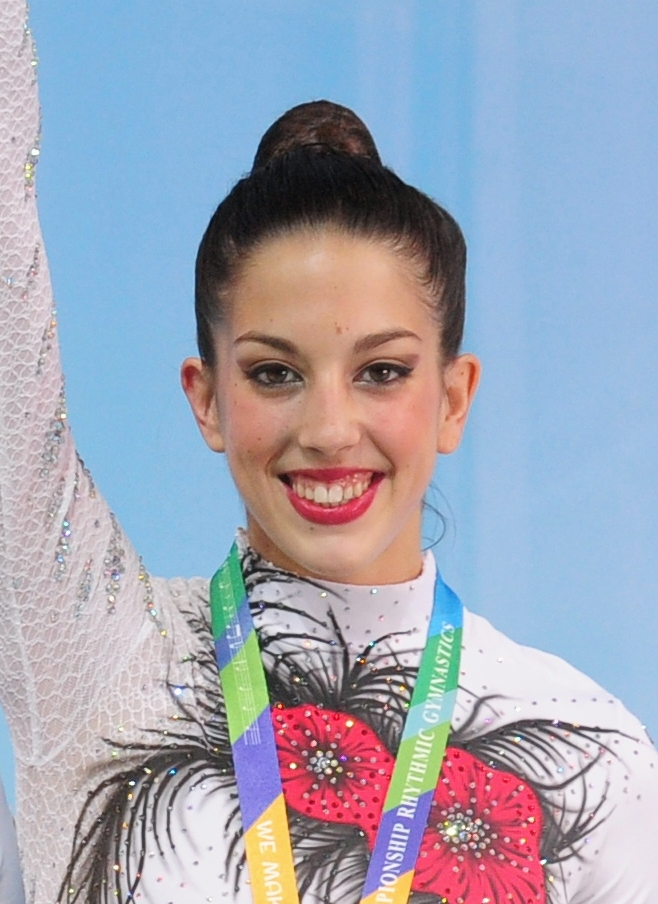
Alejandra Quereda, seleccionadora nacional tanto en modalidad de conjuntos como individual.
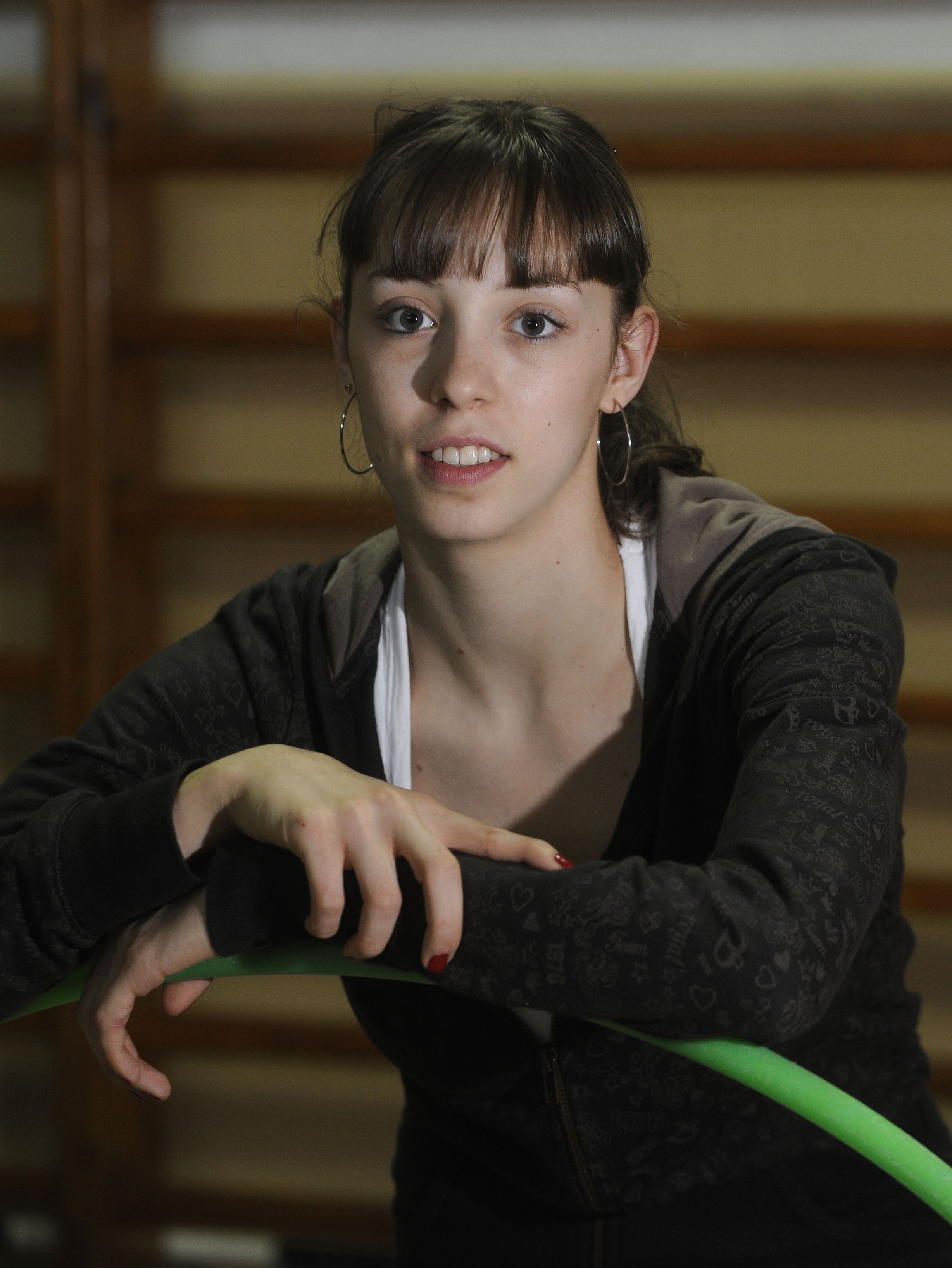
Ana María Pelaz, entrenadora del conjunto español en el CAR de Madrid.
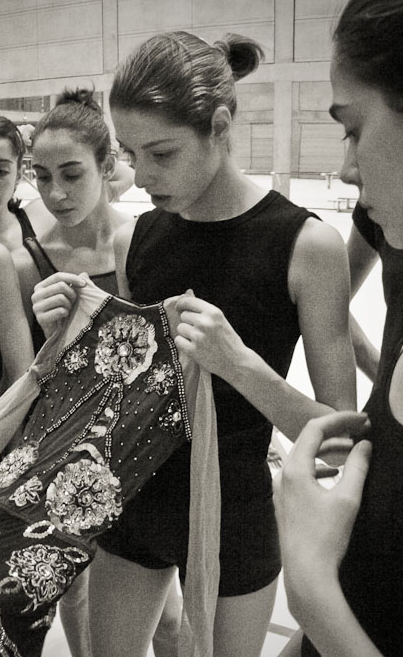
Marta Linares, entrenadora del equipo español invividual en el CAR de Madrid.
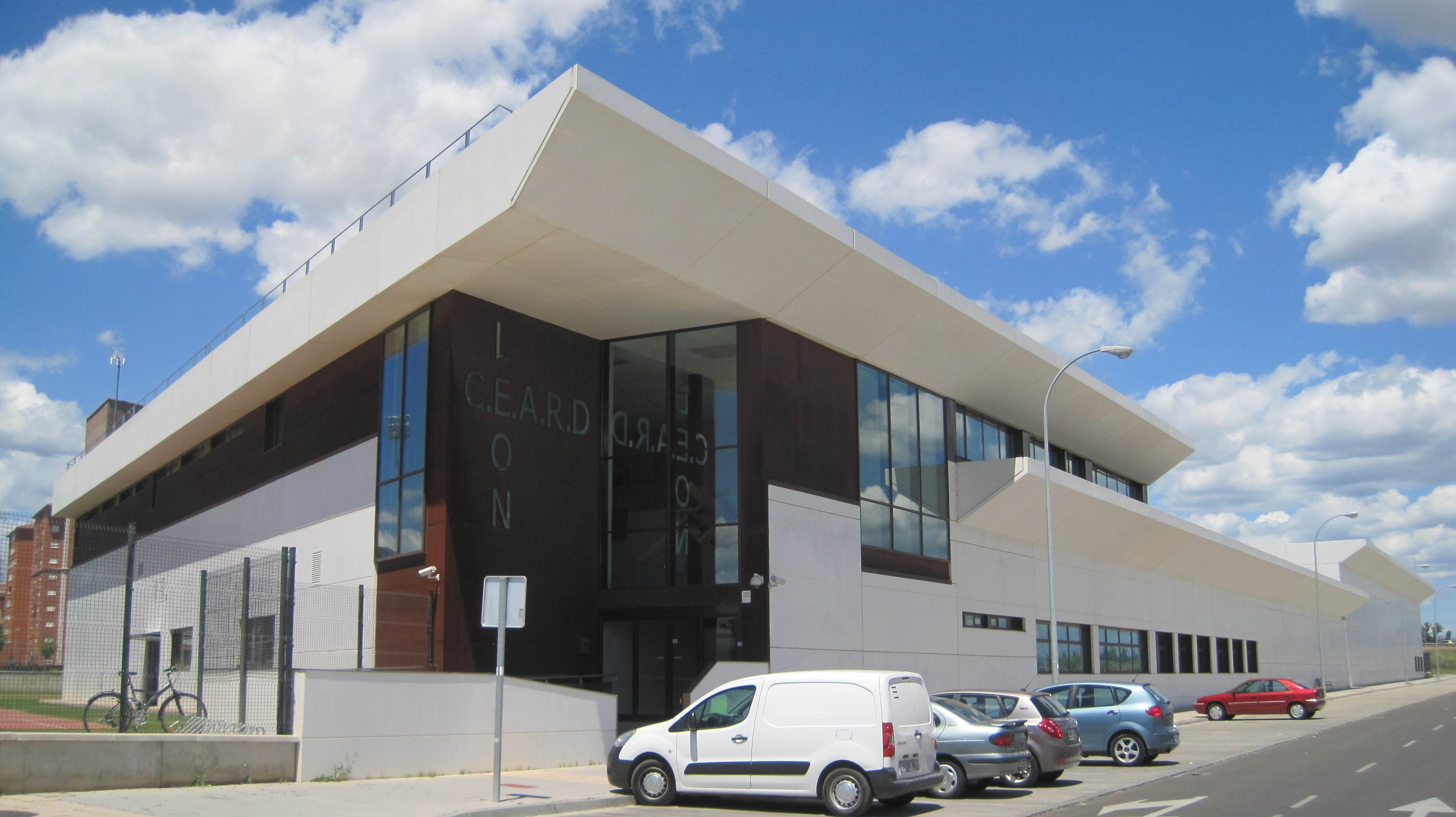
El CAR de León es la sede donde entrena el conjunto español júnior a las órdenes de Ruth Fernández.
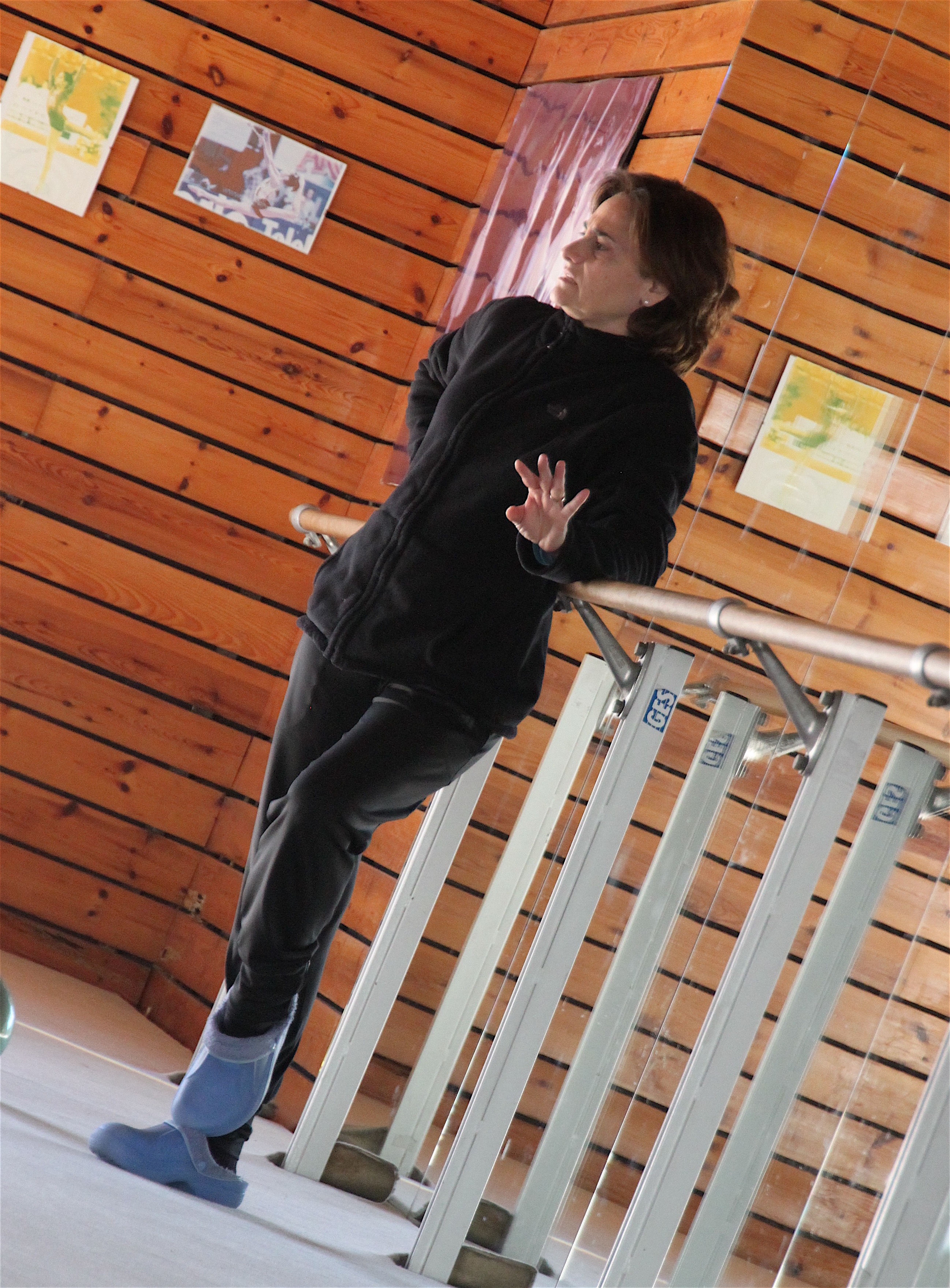
Iratxe Aurrekoetxea, entrenadora de individuales en el CAR de San Cugat.

## Historia

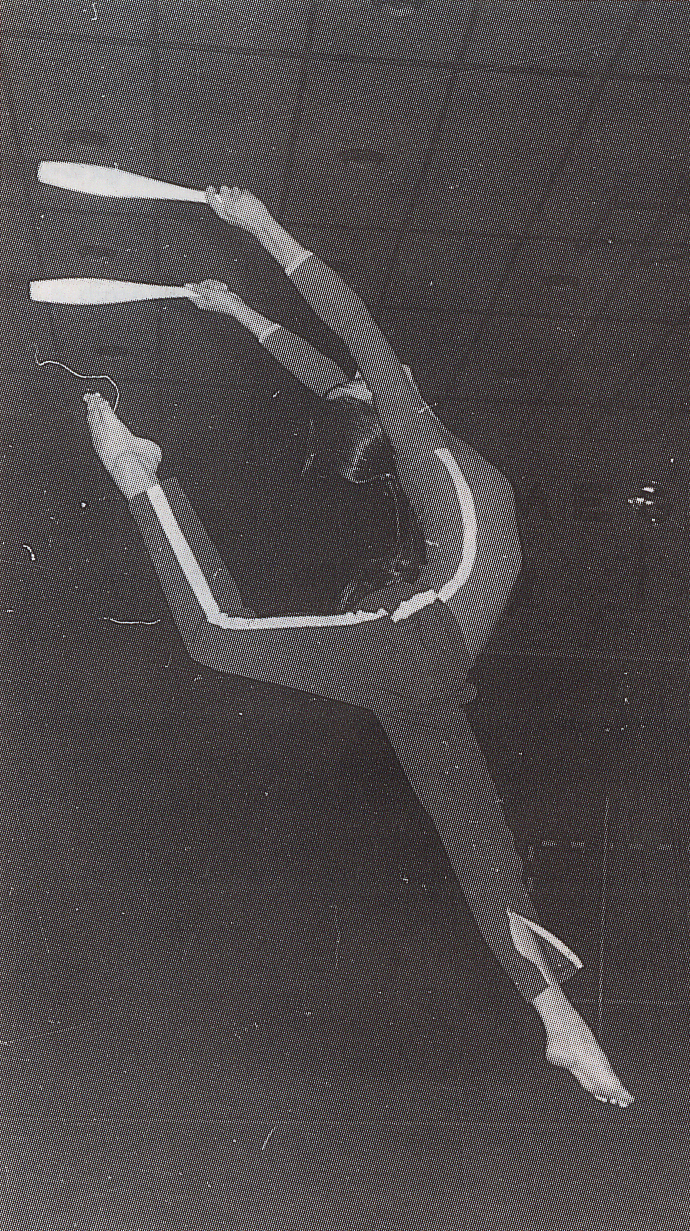
Concha Corrales con las mazas (1973).

La primera incursión a nivel internacional de la gimnasia rítmica española fue en el Campeonato Mundial de Gimnasia Rítmica de 1963 celebrado en Budapest, donde participaron las gimnastas Rosa Ascaso, Isabel Benavente y Rosa Jiménez, tres profesoras de La Almudena (Escuela Superior de Educación Física Femenina «Julio Ruiz de Alda»). Los años posteriores, varias alumnas de La Almudena concurrieron a la Gymnaestrada de Viena (1965) y Basilea (1969). El año 1973 fue una fecha clave para gimnasia rítmica española, ya que se organizó en Madrid el primer curso de entrenadoras y jueces de gimnasia rítmica (entonces aún denominada gimnasia moderna), impartido por la italiana Egle Abruzzini y la húngara Madame Abad, donde acudieron cuarenta y cuatro alumnas. Como consecuencia del mismo, se creó en la Federación el Comité Técnico de Gimnasia Moderna, cuya primera presidenta fue Rosa Ascaso. Ese mismo año se produjo la segunda participación internacional de la rítmica española a nivel competitivo, esta vez en el Campeonato Mundial de Gimnasia Rítmica de 1973 en Róterdam, donde estuvieron tres alumnas de La Almudena: Teresa de Isla de Valladolid, Concha Corrales de Badajoz y Ernestina Lucea de Zaragoza. Acudieron acompañadas de las entrenadoras Manuela Fernández del Pozo y Ana M.ª Valenti, también de La Almudena. En dicho campeonato, España presentó la candidatura para albergar el Mundial de 1975, la cual fue aceptada. Algunas de las primeras imágenes de los entrenamientos del equipo fueron tomadas por Karol Otero.

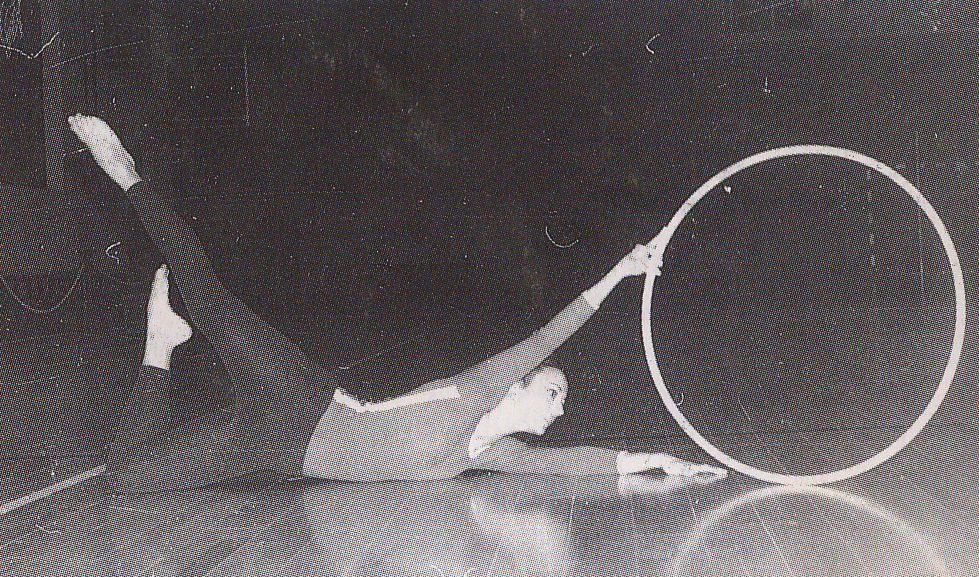
La gimnasta Ernestina Lucea en un entrenamiento con el aro (1973).

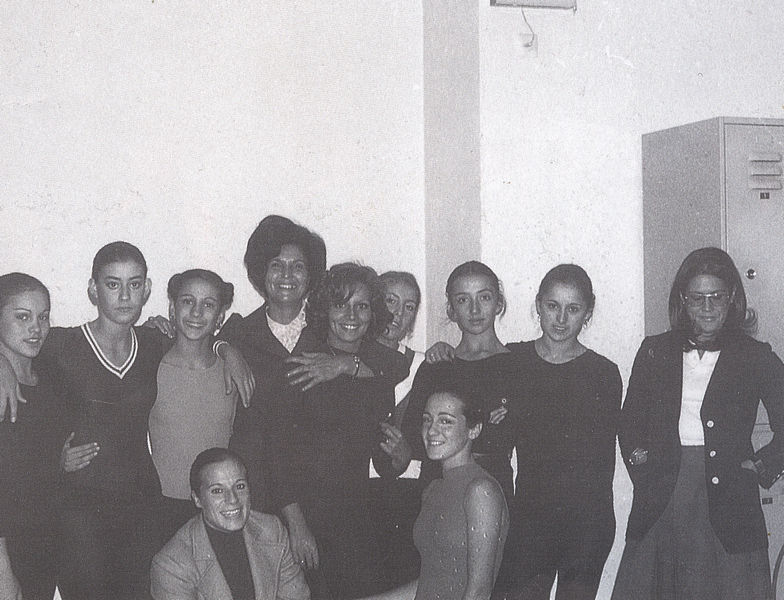
La selección nacional en la preparación previa al Mundial (1975).

En 1974, la Federación Española de Gimnasia, presidida por Félix Fernández, creó la selección nacional de gimnasia rítmica para poder participar en el Campeonato del Mundo de Madrid en 1975 y en el Campeonato de Europa de Madrid en 1978. La primera seleccionadora nacional fue la búlgara Ivanka Tchakarova. Ocupó ese puesto desde 1974 hasta 1978, y contó con la ayuda como entrenadoras de Carmen Algora y, en un primer momento, también de Teresa de Isla. Al principio entrenaron en la Delegación Nacional de Deportes, para posteriormente pasar al Gimnasio Moscardó de Madrid. En 1975 se celebró el primer Campeonato de España de Gimnasia Rítmica, y en noviembre, el Campeonato Mundial en Madrid, el cual resultó un rotundo éxito para la rítmica española, lográndose seis medallas tanto en modalidad de conjuntos como en individual. En 1979, Tchakarova fue relevada como seleccionadora por la también búlgara Meglena Atanasova, que estaría hasta 1981. En esa época María José Rodríguez sería entrenadora de las individuales, acompañada en 1980 y 1981 por Tchakarova; y de 1979 a 1980 Aurora Fernández del Valle sería entrenadora del conjunto, además de ser el periodo en el que llega Georgi Neykov como coreógrafo.
La sustituta de Atanasova sería la búlgara Emilia Boneva, la seleccionadora nacional más importante hasta la fecha, que estuvo en ese puesto en tres etapas: la primera, en las dos modalidades (individual y conjuntos) desde abril de 1982 a 1992; la segunda, únicamente como seleccionadora nacional individual para el Campeonato del Mundo de 1993; y la tercera, nuevamente en las dos modalidades, desde marzo de 1994 hasta diciembre de 1996. En este tiempo, Boneva consiguió como seleccionadora un total de 63 medallas en competiciones internacionales oficiales. Durante el año 1993, Ana Roncero (anteriormente entrenadora del conjunto), fue seleccionadora nacional, primero en las dos modalidades y a finales de año solo del conjunto debido a la vuelta de Emilia como seleccionadora individual para el Mundial de Alicante. María Fernández Ostolaza, entrenadora del conjunto en la última etapa de Boneva, sería seleccionadora nacional de la modalidad de conjuntos desde finales de 1996 hasta septiembre de 1998. Ana Bautista sería la seleccionadora nacional de la modalidad individual desde finales de 1996 hasta la Olimpiada de Sídney 2000. Las seleccionadoras nacionales posteriores han sido Nancy Usero (1998 - 2001), Nina Vitrichenko (marzo - octubre de 2001), Rosa Menor (conjunto, 2001 - 2004), Tania Nagornaia (individual, 2002 - 2004), Ludmila Dimitrova (coordinadora general, 2002 - 2004), Anna Baranova (2004 - 2008), Efrossina Angelova (2008 - 2010), nuevamente Anna Baranova (2011 - 2020), y Alejandra Quereda (individual desde 2018 y de conjunto desde 2020).
Las gimnastas rítmicas españolas con más medallas en competiciones internacionales oficiales (organizadas por la FIG, la UEG o el COI) son Alejandra Quereda y Sandra Aguilar, con un total de 42. En Campeonatos del Mundo, la competición más importante de la FIG, las que tienen más medallas son Estela Giménez, Marta Baldó, Bito Fuster y Lorea Elso, con un total de 8 cada una. Nuria Cabanillas es la que más medallas de oro tiene en esta competición, con 3, aunque la última fue conseguida como suplente del equipo en ambos ejercicios. Este es el listado de las gimnastas rítmicas españolas que más veces han sido campeonas del mundo:
|    |  | Deportista         | Medalla de oro | Medalla de plata | Medalla de bronce | Total |
| -- |  | ------------------ | -------------- | ---------------- | ----------------- | ----- |
| 1  |  | Nuria Cabanillas   | 3              | 4                | 0                 | 7     |
| 2  |  | Estela Giménez     | 2              | 4                | 2                 | 8     |
| 3  |  | Marta Baldó        | 2              | 4                | 2                 | 8     |
| 4  |  | Estíbaliz Martínez | 2              | 3                | 0                 | 5     |
| 5  |  | Tania Lamarca      | 2              | 3                | 0                 | 5     |
| 6  |  | Maider Esparza     | 2              | 3                | 0                 | 5     |
| 7  |  | Lorena Guréndez    | 2              | 2                | 0                 | 4     |
| 8  |  | Alejandra Quereda  | 2              | 0                | 2                 | 4     |
| 9  |  | Sandra Aguilar     | 2              | 0                | 2                 | 4     |
| 10 |  | Lourdes Mohedano   | 2              | 0                | 2                 | 4     |
| 11 |  | Elena López        | 2              | 0                | 2                 | 4     |
| 12 |  | Artemi Gavezou     | 2              | 0                | 2                 | 4     |

1. ↑  El oro y la plata del Campeonato Mundial de 1998 conseguidos por Nuria, fueron como suplente del conjunto en ambos ejercicios, aunque fue convocada a dicha competición.
2. ↑  Las 5 medallas conseguidas por Maider, fueron como suplente del conjunto en ambos ejercicios, aunque fue convocada a estos campeonatos.

Las gimnastas rítmicas españolas que solo se han proclamado una vez campeonas del mundo son Débora Alonso, Bito Fuster, Isabel Gómez, Lorea Elso, Montse Martín, Gemma Royo, Marta Aberturas, Cristina Chapuli, María Pardo, Sara Bayón, Marta Calamonte, Carolina Malchair, Beatriz Nogales y Paula Orive en conjuntos, y Carmen Acedo como individual.

### Hitos de la gimnasia rítmica española

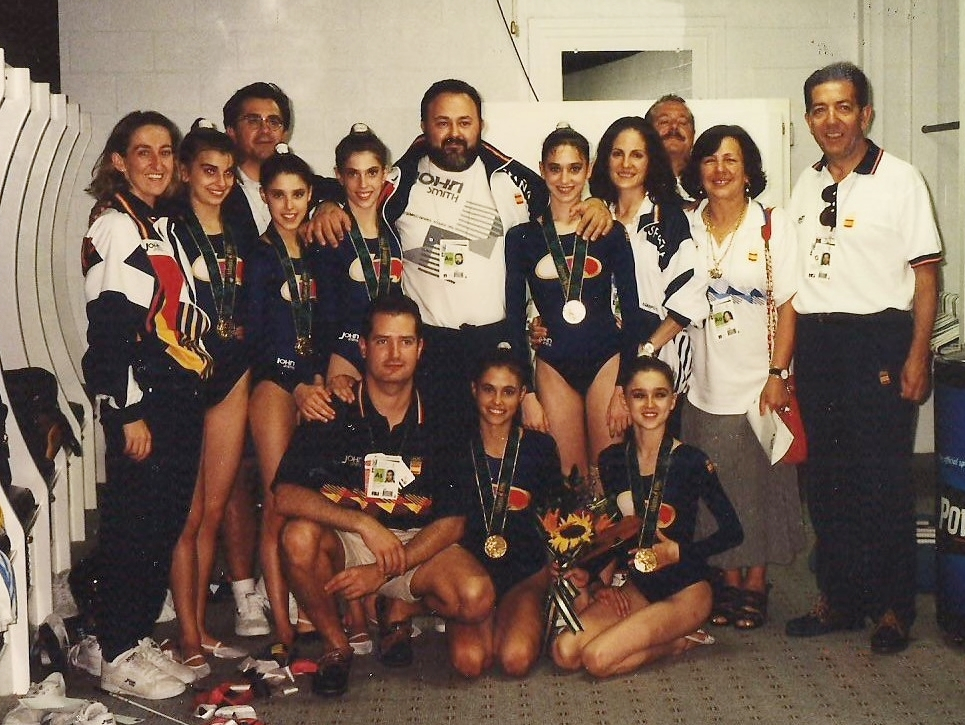
Las Niñas de Oro tras proclamarse campeonas olímpicas en Atlanta 1996.

En 1975, María Jesús Alegre obtiene la primera medalla para España en una competición internacional. Sería un bronce en el concurso general individual en el Campeonato Mundial de Madrid. También es, hasta ahora, la única medalla conseguida por una gimnasta española en un concurso general individual en un Campeonato Mundial de Gimnasia Rítmica.
En 1978, Susana Mendizábal logra la primera medalla para España en un Campeonato Europeo. Fue un bronce en el concurso general individual del Campeonato Europeo de Madrid. Es también, hasta el momento, la única medalla conseguida por una gimnasta española en un concurso general individual en un Campeonato Europeo de Gimnasia Rítmica.
En 1991, el conjunto español logra la primera medalla de oro para España en un Campeonato Mundial de Gimnasia Rítmica. Se proclamó campeón del mundo en el concurso general de la competición de conjuntos del Campeonato Mundial de Atenas. El conjunto estaba formado por Débora Alonso, Lorea Elso, Bito Fuster, Isabel Gómez, Montse Martín y Gemma Royo, además de Marta Aberturas y Cristina Chapuli como suplentes. Esta generación pasaría a ser conocida como las Primeras Chicas de Oro.
En 1992, Carolina Pascual logra la primera medalla en unos Juegos Olímpicos para la gimnasia rítmica española. Obtendría la medalla de plata en la competición individual de los Juegos Olímpicos de Barcelona.
En 1993, en el Campeonato del Mundo de Alicante, Carmen Acedo obtiene la que hasta ahora es la única medalla de oro individual lograda por España en un Campeonato Mundial. La conseguiría en la competición de mazas.
En 1996, el conjunto español se proclamó campeón olímpico en la competición de conjuntos de los Juegos Olímpicos de Atlanta, en la primera incursión de esta modalidad en unas Olimpiadas. El equipo estaba formado por Marta Baldó, Nuria Cabanillas, Estela Giménez, Lorena Guréndez, Tania Lamarca y Estíbaliz Martínez. A su llegada a España, los medios de comunicación las bautizaron como las Niñas de Oro.
En 2008, Almudena Cid pasa a ser la única gimnasta rítmica en el mundo que ha logrado estar en la final de cuatro Juegos Olímpicos (1996 - 2008).
En 2013, Sara Bayón se convierte en la única gimnasta española que ha sido campeona del mundo como deportista y como entrenadora, al ser campeona del mundo de 3 cintas y 2 aros en Sevilla 1998, y como entrenadora, de 10 mazas en Kiev 2013 y Esmirna 2014, dirigiendo al conjunto denominado como el Equipaso.
En 2016, el conjunto español conocido como el Equipaso, logra la plata en los Juegos Olímpicos de Río, siendo la primera medalla olímpica para la gimnasia rítmica española desde 1996. El equipo estaba integrado por Sandra Aguilar, Artemi Gavezou, Elena López, Lourdes Mohedano y Alejandra Quereda.
En 2020, el conjunto español no logra la clasificación para los JJOO Tokio 2020(1). Lo que hace los primeros juegos olímpicos sin la participación de España.
En 2022, tras numerosos cambios en la cantera, el equipo logra el segundo puesto (medalla de plata) en el Campeonato Europeo de Tel Aviv 2022 en la modalidad de 3 cintas 2 pelotas. Finalmente el equipo formado por Mireia Martínez, Inés Bergua, Patricia Pérez, Salma Solaun, Ana Arnau y Valeria Márquez, logra la medalla de bronce en el Campeonato del mundo 2022 en Sofía, obteniendo así el pase directo a los JJOO Paris 2024.

## Medallero en competiciones oficiales
| Juegos Olímpicos | Juegos Olímpicos | Juegos Olímpicos |
| ---------------- | ---------------- | ---------------- |
| Plata            | Barcelona 1992   | Individual       |
| Oro              | Atlanta 1996     | Conjuntos        |
| Plata            | Río 2016         | Conjuntos        |

| Campeonato Mundial | Campeonato Mundial | Campeonato Mundial              |
| ------------------ | ------------------ | ------------------------------- |
| Bronce             | Madrid 1975        | Concurso general (Individual)   |
| Bronce             | Madrid 1975        | Aro                             |
| Bronce             | Madrid 1975        | Pelota                          |
| Plata              | Madrid 1975        | Mazas                           |
| Bronce             | Madrid 1975        | Cinta                           |
| Bronce             | Madrid 1975        | Concurso general (Conjuntos)    |
| Bronce             | Varna 1987         | Concurso general (Conjuntos)    |
| Bronce             | Varna 1987         | 3 aros y 3 pelotas              |
| Bronce             | Sarajevo 1989      | Equipos                         |
| Bronce             | Sarajevo 1989      | Concurso general (Conjuntos)    |
| Bronce             | Sarajevo 1989      | 12 mazas                        |
| Bronce             | Sarajevo 1989      | 3 aros y 3 cintas               |
| Bronce             | Atenas 1991        | Equipos                         |
| Oro                | Atenas 1991        | Concurso general (Conjuntos)    |
| Plata              | Atenas 1991        | 6 cintas                        |
| Plata              | Atenas 1991        | 3 pelotas y 3 cuerdas           |
| Plata              | Bruselas 1992      | Pelota                          |
| Bronce             | Bruselas 1992      | Mazas                           |
| Plata              | Bruselas 1992      | Concurso general (Conjuntos)    |
| Bronce             | Bruselas 1992      | 6 cintas                        |
| Oro                | Alicante 1993      | Mazas                           |
| Plata              | Alicante 1993      | Mazas                           |
| Plata              | París 1994         | Concurso general (Conjuntos)    |
| Bronce             | París 1994         | 6 cuerdas                       |
| Bronce             | París 1994         | 4 aros y 4 mazas                |
| Plata              | Viena 1995         | Concurso general (Conjuntos)    |
| Plata              | Viena 1995         | 5 aros                          |
| Oro                | Viena 1995         | 3 pelotas y 2 cintas            |
| Plata              | Budapest 1996      | Concurso general (Conjuntos)    |
| Oro                | Budapest 1996      | 3 pelotas y 2 cintas            |
| Plata              | Sevilla 1998       | Concurso general (Conjuntos)    |
| Oro                | Sevilla 1998       | 3 cintas y 2 aros               |
| Oro                | Kiev 2013          | 10 mazas                        |
| Bronce             | Kiev 2013          | 3 pelotas y 2 cintas            |
| Oro                | Esmirna 2014       | 10 mazas                        |
| Bronce             | Stuttgart 2015     | Concurso general (Conjuntos)    |
| Bronce             | Sofía 2022         | Concurso general (Conjuntos)    |
| Bronce             | Sofía 2022         | 5 aros                          |
| Bronce             | Sofía 2022         | Equipos (Individual + conjunto) |
| Bronce             | Valencia 2023      | Concurso general (Conjuntos)    |
| Plata              | Valencia 2023      | 5 aros                          |

| Campeonato Europeo | Campeonato Europeo | Campeonato Europeo            |
| ------------------ | ------------------ | ----------------------------- |
| Bronce             | Madrid 1978        | Concurso general (Individual) |
| Bronce             | Viena 1984         | Concurso general (Conjuntos)  |
| Bronce             | Florencia 1986     | Concurso general (Conjuntos)  |
| Bronce             | Helsinki 1988      | 6 pelotas                     |
| Bronce             | Goteborg 1990      | Equipos                       |
| Bronce             | Goteborg 1990      | Concurso general (Conjuntos)  |
| Plata              | Goteborg 1990      | 12 mazas                      |
| Bronce             | Goteborg 1990      | 3 pelotas y 3 cuerdas         |
| Bronce             | Stuttgart 1992     | Equipos                       |
| Oro                | Stuttgart 1992     | Concurso general (Conjuntos)  |
| Bronce             | Stuttgart 1992     | 6 cintas                      |
| Oro                | Stuttgart 1992     | 3 pelotas y 3 cuerdas         |
| Bronce             | Bucarest 1993      | Concurso general (Conjuntos)  |
| Bronce             | Bucarest 1993      | 4 aros y 4 mazas              |
| Bronce             | Praga 1995         | Concurso general (Conjuntos)  |
| Bronce             | Praga 1995         | 5 aros                        |
| Plata              | Praga 1995         | 3 pelotas y 2 cintas          |
| Plata              | Patras 1997        | 5 pelotas                     |
| Bronce             | Patras 1997        | 3 pelotas y 2 cintas          |
| Bronce             | Budapest 1999      | 3 cintas y 2 aros             |
| Bronce             | Bakú 2014          | 10 mazas                      |
| Bronce             | Jolón 2016         | 5 cintas                      |
| Plata              | Jolón 2016         | 2 aros y 6 mazas              |
| Plata              | Tel Aviv 2022      | 3 cintas y 2 pelotas          |
| Bronce             | Bakú 2023          | 3 cintas y 2 pelotas          |
| Bronce             | Budapest 2024      | Concurso general (Conjuntos)  |
| Oro                | Budapest 2024      | 3 cintas y 2 pelotas          |
| Plata              | Budapest 2024      | 5 aros                        |

| Final de la Copa del Mundo | Final de la Copa del Mundo | Final de la Copa del Mundo   |
| -------------------------- | -------------------------- | ---------------------------- |
| Bronce                     | Bruselas 1990              | Concurso general (Conjuntos) |
| Bronce                     | Bruselas 1990              | 12 mazas                     |
| Bronce                     | Bruselas 1990              | 3 pelotas y 3 cuerdas        |
| Plata                      | Benidorm 2008              | 5 cuerdas                    |
| Plata                      | Benidorm 2008              | 3 aros y 4 mazas             |

| Prueba de Copa del Mundo | Prueba de Copa del Mundo   | Prueba de Copa del Mundo     |
| ------------------------ | -------------------------- | ---------------------------- |
| Bronce                   | Vitry Cup de Zaragoza 2003 | Pelota                       |
| Bronce                   | Bakú 2005                  | 3 aros y 4 mazas             |
| Bronce                   | Portimão 2006              | 5 cintas                     |
| Plata                    | Portimão 2006              | 3 aros y 4 mazas             |
| Plata                    | Nizhni Nóvgorod 2007       | Concurso general (Conjuntos) |
| Plata                    | Nizhni Nóvgorod 2007       | 3 aros y 4 mazas             |
| Bronce                   | Corbeil-Essonnes 2008      | Aro                          |
| Plata                    | Portimão 2009              | Concurso general (Conjuntos) |
| Plata                    | Portimão 2009              | 3 cintas y 2 cuerdas         |
| Bronce                   | Corbeil-Essonnes 2009      | Pelota                       |
| Bronce                   | Sofía 2012                 | Concurso general (Conjuntos) |
| Oro                      | Sofía 2012                 | 3 cintas y 2 aros            |
| Bronce                   | Minsk 2012                 | Concurso general (Conjuntos) |
| Oro                      | Lisboa 2013                | Concurso general (Conjuntos) |
| Bronce                   | Lisboa 2013                | 3 pelotas y 2 cintas         |
| Plata                    | Sofía 2013                 | 10 mazas                     |
| Bronce                   | San Petersburgo 2013       | Concurso general (Conjuntos) |
| Bronce                   | Lisboa 2014                | Mazas                        |
| Oro                      | Lisboa 2014                | Concurso general (Conjuntos) |
| Plata                    | Lisboa 2014                | 10 mazas                     |
| Plata                    | Lisboa 2014                | 3 pelotas y 2 cintas         |
| Plata                    | Minsk 2014                 | Concurso general (Conjuntos) |
| Bronce                   | Minsk 2014                 | 3 pelotas y 2 cintas         |
| Bronce                   | Sofía 2014                 | 10 mazas                     |
| Bronce                   | Kazán 2014                 | Concurso general (Conjuntos) |
| Bronce                   | Lisboa 2015                | Concurso general (Conjuntos) |
| Bronce                   | Lisboa 2015                | 2 aros y 6 mazas             |
| Bronce                   | Pesaro 2015                | Concurso general (Conjuntos) |
| Plata                    | Taskent 2015               | Concurso general (Conjuntos) |
| Plata                    | Taskent 2015               | 2 aros y 6 mazas             |
| Bronce                   | Espoo 2016                 | Concurso general             |
| Oro                      | Espoo 2016                 | 5 cintas                     |
| Plata                    | Espoo 2016                 | 2 aros y 6 mazas             |
| Bronce                   | Lisboa 2016                | Concurso general (Conjuntos) |
| Bronce                   | Lisboa 2016                | 2 aros y 6 mazas             |
| Bronce                   | Taskent 2016               | 5 cintas                     |
| Plata                    | Taskent 2016               | 2 aros y 6 mazas             |
| Oro                      | Guadalajara 2016           | Concurso general (Conjuntos) |
| Bronce                   | Guadalajara 2016           | 5 cintas                     |
| Bronce                   | Guadalajara 2016           | 2 aros y 6 mazas             |
| Bronce                   | Bakú 2016                  | 5 cintas                     |
| Bronce                   | Bakú 2016                  | 2 aros y 6 mazas             |
| Bronce                   | Portimão 2017              | 5 aros                       |
| Bronce                   | Pamplona 2022              | Cinta                        |
| Bronce                   | Pamplona 2022              | Concurso general (Conjuntos) |
| Plata                    | Pamplona 2022              | 5 aros                       |
| Plata                    | Portimão 2022              | Concurso general (Conjuntos) |
| Plata                    | Portimão 2022              | 5 aros                       |
| Plata                    | Portimão 2022              | 3 cintas y 2 pelotas         |
| Bronce                   | Cluj-Napoca 2022           | Concurso general (Conjuntos) |
| Bronce                   | Cluj-Napoca 2022           | 5 aros                       |
| Plata                    | Cluj-Napoca 2022           | 3 cintas y 2 pelotas         |
| Bronce                   | Atenas 2023                | Aro                          |
| Oro                      | Portimão 2023              | Concurso general (Conjuntos) |
| Plata                    | Portimão 2023              | 5 aros                       |

| Final de la Copa de Europa | Final de la Copa de Europa | Final de la Copa de Europa    |
| -------------------------- | -------------------------- | ----------------------------- |
| Bronce                     | Hanóver 1989               | Concurso general (Individual) |
| Oro                        | Hanóver 1989               | Cuerda                        |
| Bronce                     | Hanóver 1989               | Aro                           |
| Plata                      | Hanóver 1989               | Pelota                        |
| Bronce                     | Málaga 1993                | Concurso general (Individual) |
| Plata                      | Málaga 1993                | Mazas                         |
| Bronce                     | Málaga 1993                | Mazas                         |
| Bronce                     | Málaga 1993                | Cinta                         |
| Bronce                     | Málaga 1993                | Pelota                        |

| Campeonato Mundial Júnior | Campeonato Mundial Júnior | Campeonato Mundial Júnior |
| ------------------------- | ------------------------- | ------------------------- |
| Bronce                    | Moscú 2019                | Cinta                     |

| Campeonato Europeo Júnior | Campeonato Europeo Júnior | Campeonato Europeo Júnior     |
| ------------------------- | ------------------------- | ----------------------------- |
| Plata                     | Atenas 1987               | Conjuntos                     |
| Bronce                    | Tenerife 1989             | Equipos                       |
| Plata                     | Tenerife 1989             | Mazas                         |
| Bronce                    | Tenerife 1989             | Conjuntos                     |
| Bronce                    | Lisboa 1991               | Equipos                       |
| Bronce                    | Lisboa 1991               | Concurso general (Individual) |
| Bronce                    | Lisboa 1991               | Pelota                        |
| Plata                     | Lisboa 1991               | Mazas                         |
| Bronce                    | Lisboa 1991               | Mazas                         |
| Plata                     | Lisboa 1991               | Cinta                         |
| Oro                       | Lisboa 1991               | Conjuntos                     |

| Campeonato Europeo por Equipos | Campeonato Europeo por Equipos | Campeonato Europeo por Equipos |
| ------------------------------ | ------------------------------ | ------------------------------ |
| Bronce                         | Riesa 2001                     | Equipos                        |

| Preolímpico | Preolímpico  | Preolímpico                  |
| ----------- | ------------ | ---------------------------- |
| Oro         | Londres 2012 | Concurso general (Conjuntos) |

La selección española de gimnasia rítmica ha obtenido un total de 150 medallas en competiciones internacionales oficiales (organizadas por la FIG, la UEG o el COI). De todas ellas, en Juegos Olímpicos han sido obtenidas 1 oro y 2 platas; en Campeonatos del Mundo, 7 oros, 11 platas y 21 bronces; en Campeonatos de Europa, 2 oros, 5 platas y 18 bronces; en Campeonatos del Mundo Júnior, 1 bronce; en Campeonatos de Europa Júnior, 1 oro, 4 platas y 6 bronces; más 2 platas y 3 bronces en Finales de la Copa del Mundo, 6 oros, 19 platas y 30 bronces en pruebas de la Copa del Mundo, 1 oro, 2 platas y 6 bronces en Finales de la Copa de Europa, 1 bronce en Campeonatos de Europa por Equipos y 1 oro en Preolímpicos (actualizado a 25-6-2023).
A continuación se detalla el medallero completo en competiciones internacionales oficiales, primero en modalidad individual, después en conjuntos y por último las medallas otorgadas por el combinado de ambas.

### Individual
1975
- Campeonato del Mundo de Madrid:  bronce en concurso general (María Jesús Alegre),  bronce en aro (María Jesús Alegre),  bronce en pelota (María Jesús Alegre),  plata en mazas (María Jesús Alegre) y  bronce en cinta (Begoña Blasco).

1978 
- Campeonato de Europa de Madrid:  bronce en concurso general (Susana Mendizábal).

1989
- Campeonato de Europa Júnior de Tenerife:  bronce por equipos (Rosabel Espinosa, Ada Liberio y Edi Moreno) y  plata en mazas (Ada Liberio).

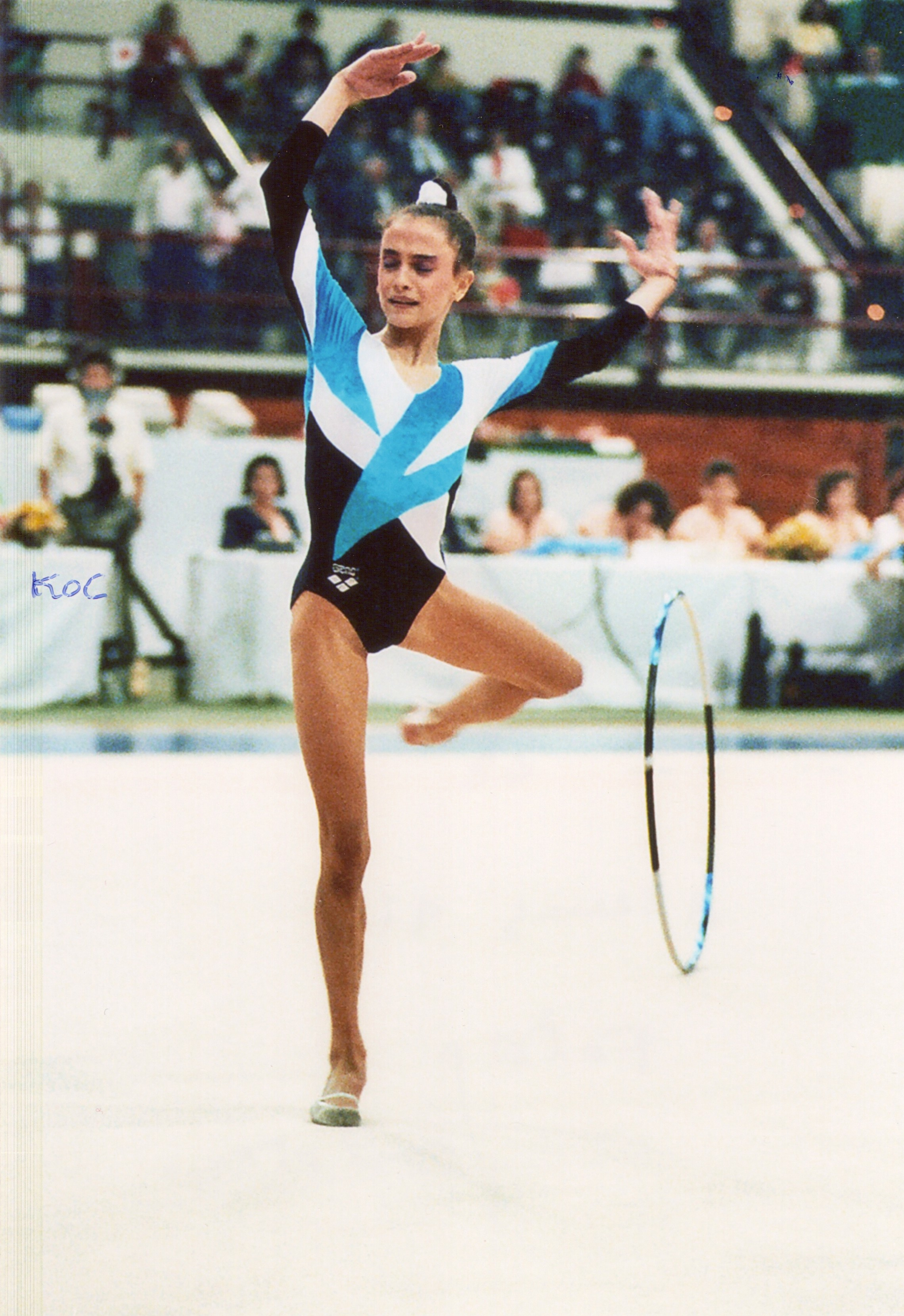
Carolina Pascual en el Mundial de Atenas (1991).

- Final de la Copa de Europa en Hanóver:  bronce en concurso general (Ana Bautista),  oro en cuerda (Ana Bautista),  bronce en aro (Ana Bautista) y  plata en pelota (Ana Bautista).
- Campeonato del Mundo de Sarajevo:  bronce por equipos (Ana Bautista, Ada Liberio y Silvia Yustos).

1990
- Campeonato de Europa de Goteborg:  bronce por equipos (Noelia Fernández, Mónica Ferrández y Carolina Pascual).

1991 
- Campeonato de Europa Júnior de Lisboa:  bronce por equipos (Carolina Borrell, Rosabel Espinosa, Bárbara Plaza y Peligros Piñero como suplente),  bronce en concurso general (Rosabel Espinosa),  bronce en pelota (Rosabel Espinosa),  plata en mazas (Rosabel Espinosa),  bronce en mazas (Carolina Borrell) y  plata en cinta (Rosabel Espinosa).
- Campeonato del Mundo de Atenas:  bronce por equipos (Carmen Acedo, Mónica Ferrández y Carolina Pascual).

1992

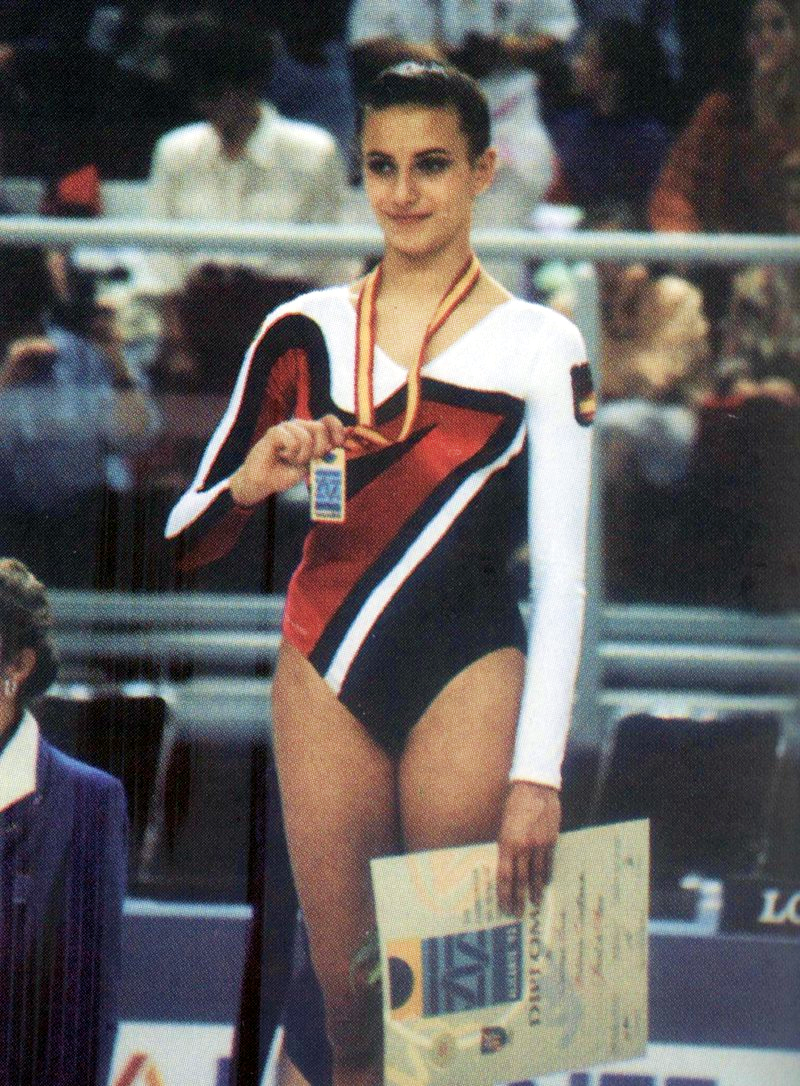
Carmen Acedo con el oro en el Mundial de Alicante (1993).

- Campeonato de Europa de Stuttgart:  bronce por equipos (Carmen Acedo, Rosabel Espinosa y Carolina Pascual).
- Juegos Olímpicos de Barcelona 1992:  plata en concurso general (Carolina Pascual).
- Campeonato del Mundo de Bruselas:  plata en pelota (Carmen Acedo) y  bronce en mazas (Carmen Acedo).

1993
- Final de la Copa de Europa en Málaga:  bronce en concurso general (Carolina Pascual),  bronce en pelota (Carmen Acedo),  plata en mazas (Carolina Pascual),  bronce en mazas (Carmen Acedo) y  bronce en cinta (Carolina Pascual).
- Campeonato del Mundo de Alicante:  oro en mazas (Carmen Acedo) y  plata en mazas (Carolina Pascual).

 2001 
- Campeonato de Europa por Equipos de Riesa:  bronce por equipos (Almudena Cid y Esther Domínguez por parte de la selección nacional de gimnasia rítmica, además de otros gimnastas).

 2003 

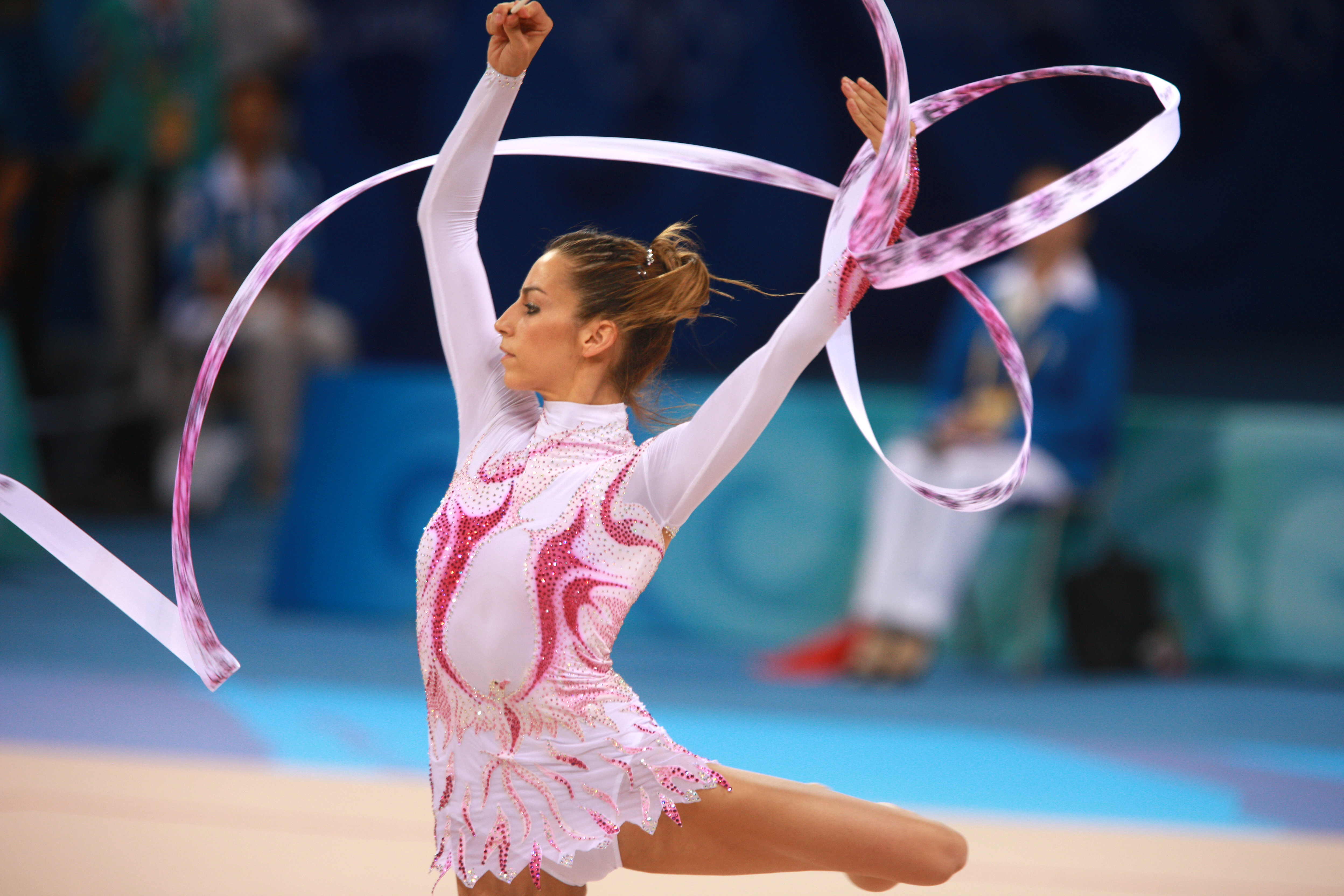
Almudena Cid es la única gimnasta rítmica que ha estado en la final de cuatro Juegos Olímpicos (1996 - 2008).

- Prueba de la Copa del Mundo Vitry Cup de Zaragoza:  bronce en pelota (Almudena Cid).

 2008 
- Prueba de la Copa del Mundo en Corbeil-Essonnes:  bronce en aro (Almudena Cid).

 2009 
- Prueba de la Copa del Mundo en Corbeil-Essonnes:  bronce en pelota (Carolina Rodríguez).

 2014 
- Prueba de la Copa del Mundo en Lisboa:  bronce en mazas (Carolina Rodríguez).

 2019 
- Campeonato del Mundo Júnior de Moscú:  bronce en cinta (Salma Solaun).

 2022 
- Prueba de la Copa del Mundo en Pamplona:  bronce en cinta (Teresa Gorospe).

 2023 
- Prueba de la Copa del Mundo en Atenas:  bronce en aro (Polina Berezina).

### Conjunto
1975

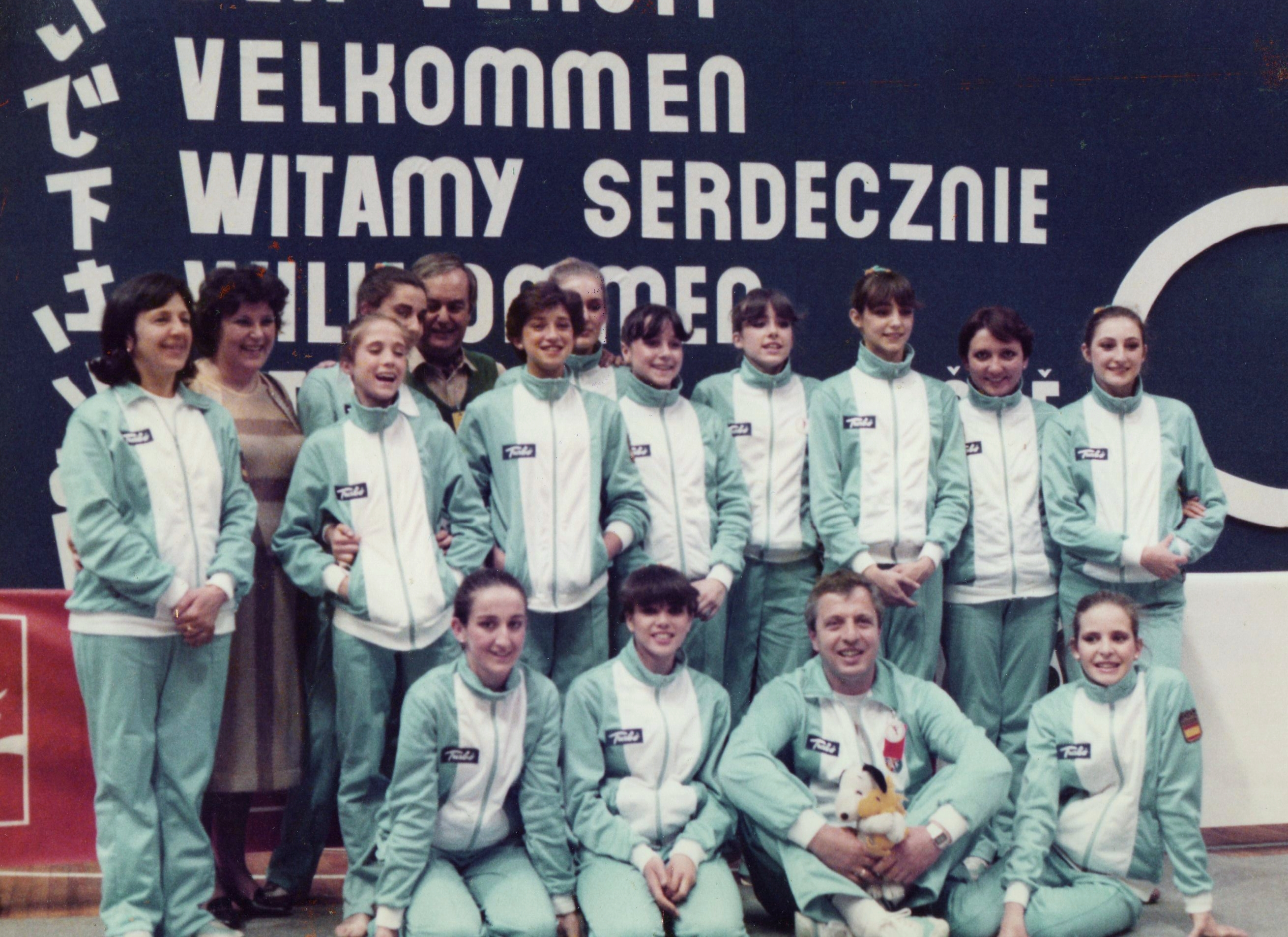
La selección nacional en la Final de la Copa del Mundo en Belgrado (1983).

- Campeonato del Mundo de Madrid:  bronce en concurso general (Leticia Herrería, Carmen Lorca, Herminia Mata, María Eugenia Rodríguez, María José Rodríguez y Marilín Such, además de Teresa López, Mercedes Trullols y Cathy Xaudaró como suplentes).

 1984 
- Campeonato de Europa de Viena:  bronce en concurso general (Pilar Domenech, María Fernández, Virginia Manzanera, Eva Obalat, Nancy Usero y Graciela Yanes, además de Rocío Ducay y Ofelia Rodríguez como suplentes).

 1986 
- Campeonato de Europa de Florencia:  bronce en concurso general (Marisa Centeno, Natalia Marín, Estela Martín, Ana Martínez, Eva Obalat y Elena Velasco).

 1987 

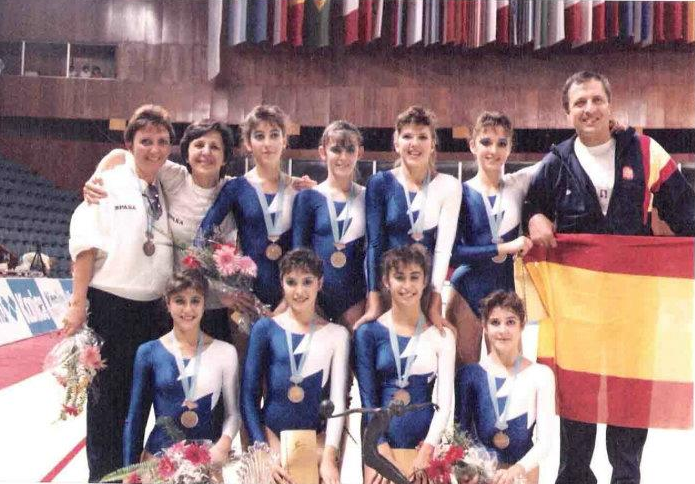
El conjunto español con el bronce en el Mundial de Varna (1987).

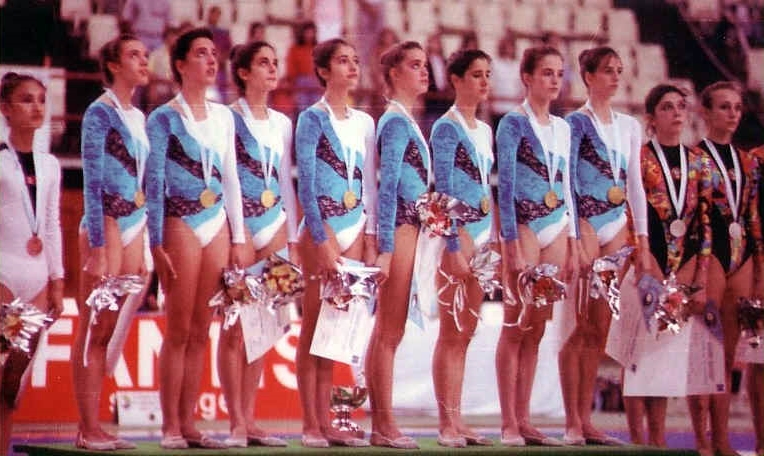
El conjunto español con el oro en el Mundial de Atenas (1991).

- Campeonato de Europa Júnior de Atenas:  plata en conjuntos (Alejandra Bolaños, Eva Martín, Carmen Martínez, Arancha Marty, Mari Carmen Moreno, Raquel Prat, Nuria Rico y Carmen Sánchez).
- Campeonato del Mundo de Varna:  bronce en concurso general,  bronce en 3 aros y 3 pelotas (Marisa Centeno, Natalia Marín, Mari Carmen Moreno, Marta Pardós, Astrid Sánchez y Elena Velasco, además de Ana Carlota de la Fuente y Ana Martínez como suplentes).

 1988 

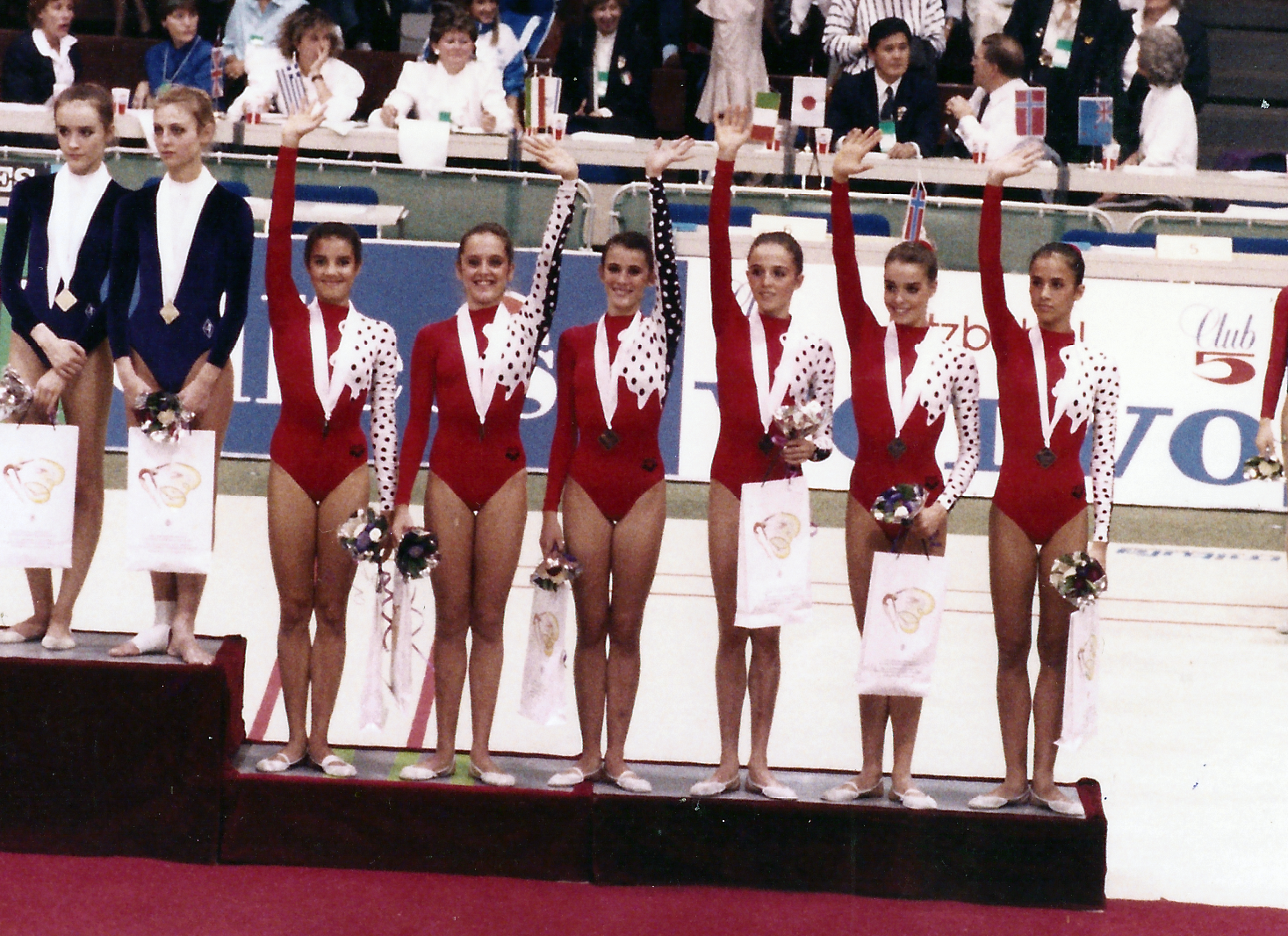
El conjunto español con el bronce en el Mundial de Sarajevo (1989).

- Campeonato de Europa de Helsinki:  bronce en 6 pelotas (Beatriz Barral, Vanesa Buitrago, Ana Carlota de la Fuente, Natalia Marín, Eva Martín, Arancha Marty, Mari Carmen Moreno, Raquel Prat, Astrid Sánchez y Carmen Sánchez).

 1989 
- Campeonato de Europa Júnior de Tenerife:  bronce en conjuntos (Carmen Acedo, Noelia Fernández, Ruth Goñi, Montse Martín, Eider Mendizábal y Gemma Royo, además de Cristina Chapuli y Diana Martín como suplentes).
- Campeonato del Mundo de Sarajevo:  bronce en concurso general,  bronce en 12 mazas y  bronce en 3 aros y 3 cintas (Beatriz Barral, Lorea Elso, Bito Fuster, Arancha Marty, Mari Carmen Moreno y Vanesa Muñiz, además de Marta Aberturas y Nuria Arias como suplentes).

 1990 
- Campeonato de Europa de Goteborg:  bronce en concurso general,  plata en 12 mazas y  bronce en 3 pelotas y 3 cuerdas (Beatriz Barral, Lorea Elso, Bito Fuster, Montse Martín, Arancha Marty y Vanesa Muñiz, además de Marta Aberturas y Gemma Royo como suplentes).
- Final de la Copa del Mundo en Bruselas:  bronce en concurso general,  bronce en 12 mazas y  bronce en 3 pelotas y 3 cuerdas.

 1991 
- Campeonato de Europa Júnior de Lisboa:  oro en conjuntos (María Álvarez, Sonia Bermejo, Verónica Bódalo, Susana Gómez, Pilar Rodrigo y Eva Velasco, además de Estefanía Ariza y Laura Bartolomé como suplentes).
- Campeonato del Mundo de Atenas:  oro en concurso general,  plata en 6 cintas y  plata en 3 pelotas y 3 cuerdas (Débora Alonso, Lorea Elso, Bito Fuster, Isabel Gómez, Montse Martín y Gemma Royo, además de Marta Aberturas y Cristina Chapuli).

1992 

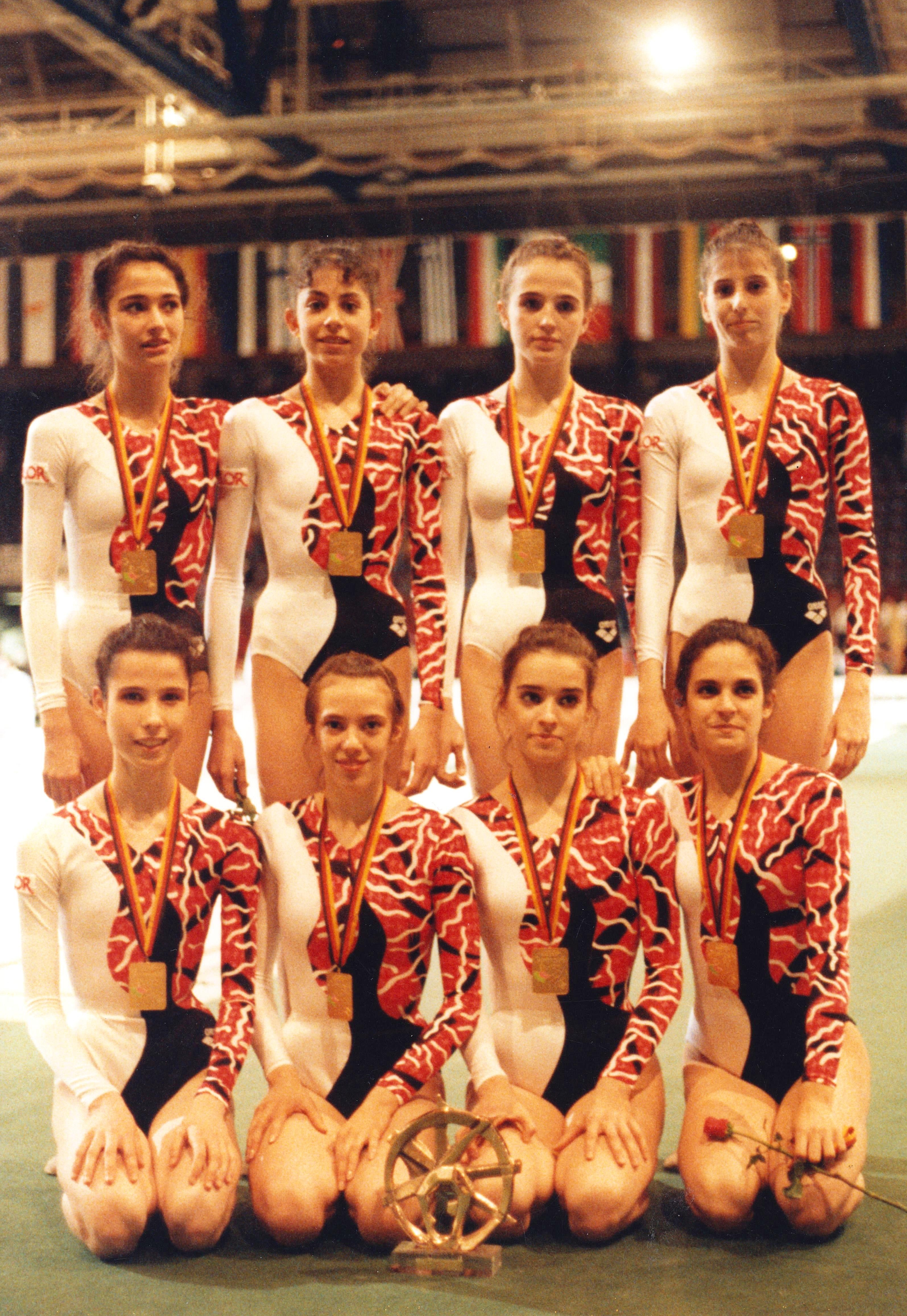
Las gimnastas del conjunto en el Europeo de Stuttgart (1992).

- Campeonato de Europa de Stuttgart:  oro en concurso general,  bronce en 6 cintas y  oro en 3 pelotas y 3 cuerdas (Débora Alonso, Lorea Elso, Bito Fuster, Isabel Gómez, Montse Martín y Gemma Royo, además de Alicia Martín y Cristina Martínez como suplentes).
- Campeonato del Mundo de Bruselas:  plata en concurso general y  bronce en 6 cintas (Débora Alonso, Lorea Elso, Montse Martín, Alicia Martín, Cristina Martínez, Bárbara Plaza y Gemma Royo, además de Bito Fuster e Isabel Gómez como suplentes por lesión).

 1993 
- Campeonato de Europa de Bucarest:  bronce en concurso general y  bronce en 4 aros y 4 mazas (Carolina Borrell, Alicia Martín, Cristina Martínez, Maider Olleta, Bárbara Plaza y Pilar Rodrigo, además de María Álvarez y Regina Guati como suplentes).

1994 
- Campeonato del Mundo de París:  plata en concurso general,  bronce en 6 cuerdas y  bronce en 4 aros y 4 mazas (Marta Baldó, Lorena Barbadillo, Paula Cabo, Estela Giménez, Regina Guati y Amaia Uriondo, además de Violeta Giménez y María Pardo como suplentes).

 1995 

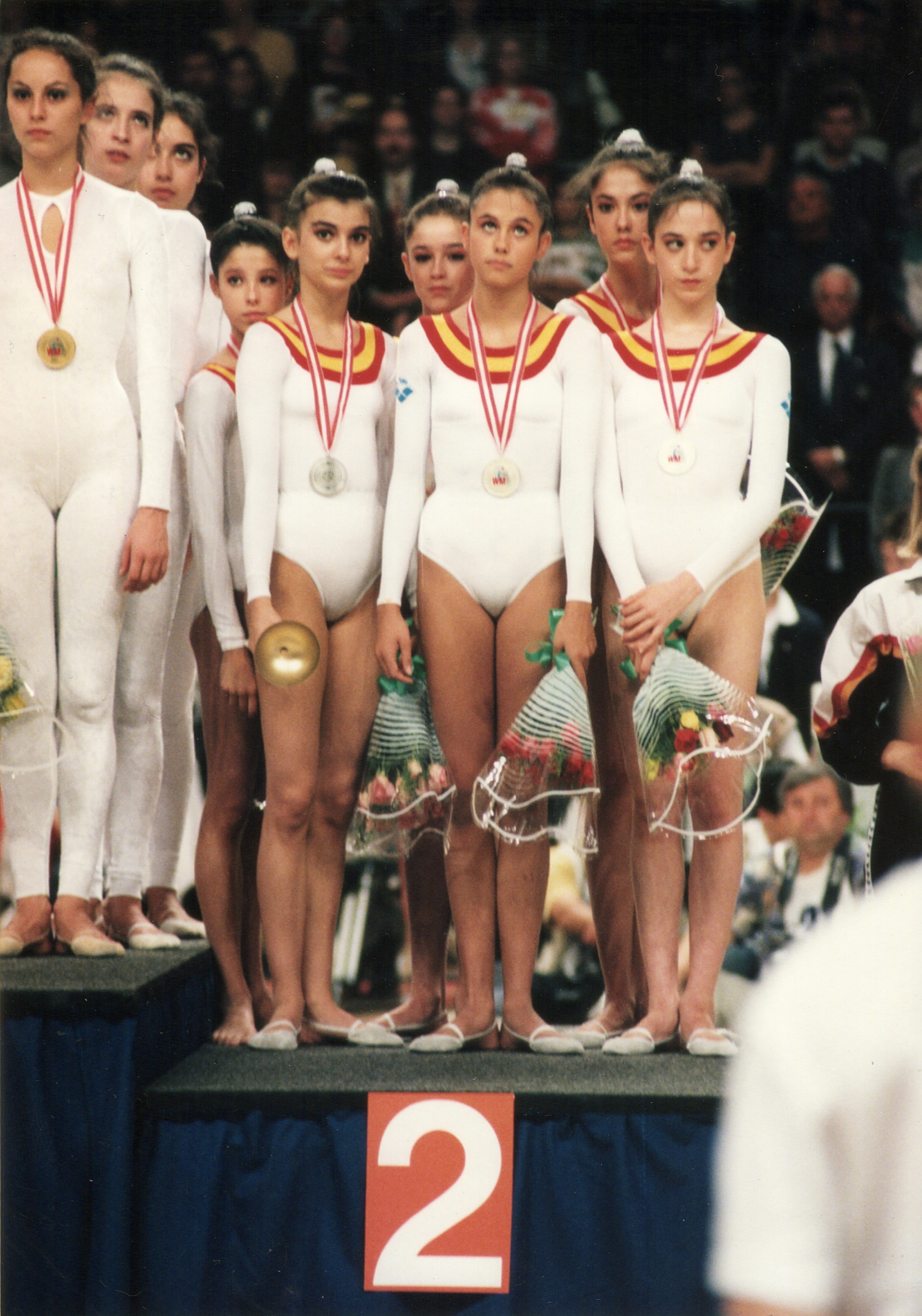
Conjunto español con la plata en el Mundial de Viena (1995).

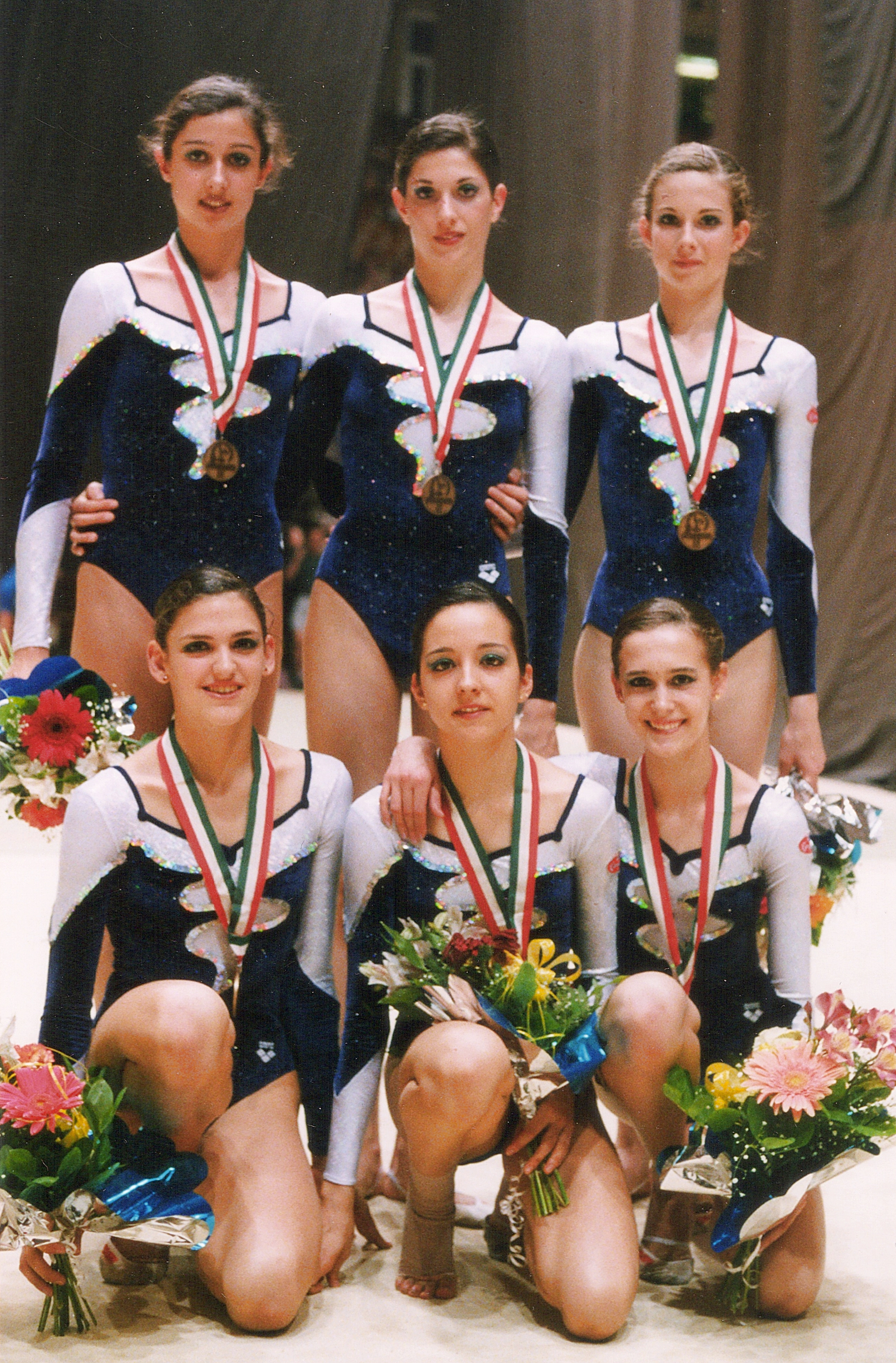
El conjunto español con el bronce europeo de Budapest (1999).

- Campeonato de Europa de Praga:  bronce en concurso general,  bronce en 5 aros y  plata en 3 pelotas y 2 cintas.
- Campeonato del Mundo de Viena:  plata en concurso general,  plata en 5 aros y  oro en 3 pelotas y 2 cintas (Marta Baldó, Nuria Cabanillas, Estela Giménez, Tania Lamarca, Estíbaliz Martínez, María Pardo y Maider Esparza como suplente).

 1996 
- Campeonato del Mundo de Budapest:  plata en concurso general y  oro en 3 pelotas y 2 cintas (Marta Baldó, Nuria Cabanillas, Estela Giménez, Lorena Guréndez, Tania Lamarca, Estíbaliz Martínez y Maider Esparza como suplente).
- Juegos Olímpicos de Atlanta 1996:  oro en concurso general (Marta Baldó, Nuria Cabanillas, Estela Giménez, Lorena Guréndez, Tania Lamarca y Estíbaliz Martínez).

 1997 
- Campeonato de Europa de Patras:  plata en 5 pelotas y  bronce en 3 pelotas y 2 cintas (Sara Bayón, Nuria Cabanillas, Esther Domínguez, Lorena Guréndez, Tania Lamarca, Carolina Malchair y Marta Calamonte como suplente).

 1998 
- Campeonato del Mundo de Sevilla:  plata en concurso general y  oro en 3 cintas y 2 aros (Sara Bayón, Marta Calamonte, Lorena Guréndez, Carolina Malchair, Beatriz Nogales, Paula Orive y Nuria Cabanillas como suplente).

 1999 
- Campeonato de Europa de Budapest:  bronce en 3 cintas y 2 aros (Sara Bayón, Marta Calamonte, Lorena Guréndez, Carolina Malchair, Beatriz Nogales y Paula Orive).

 2005 

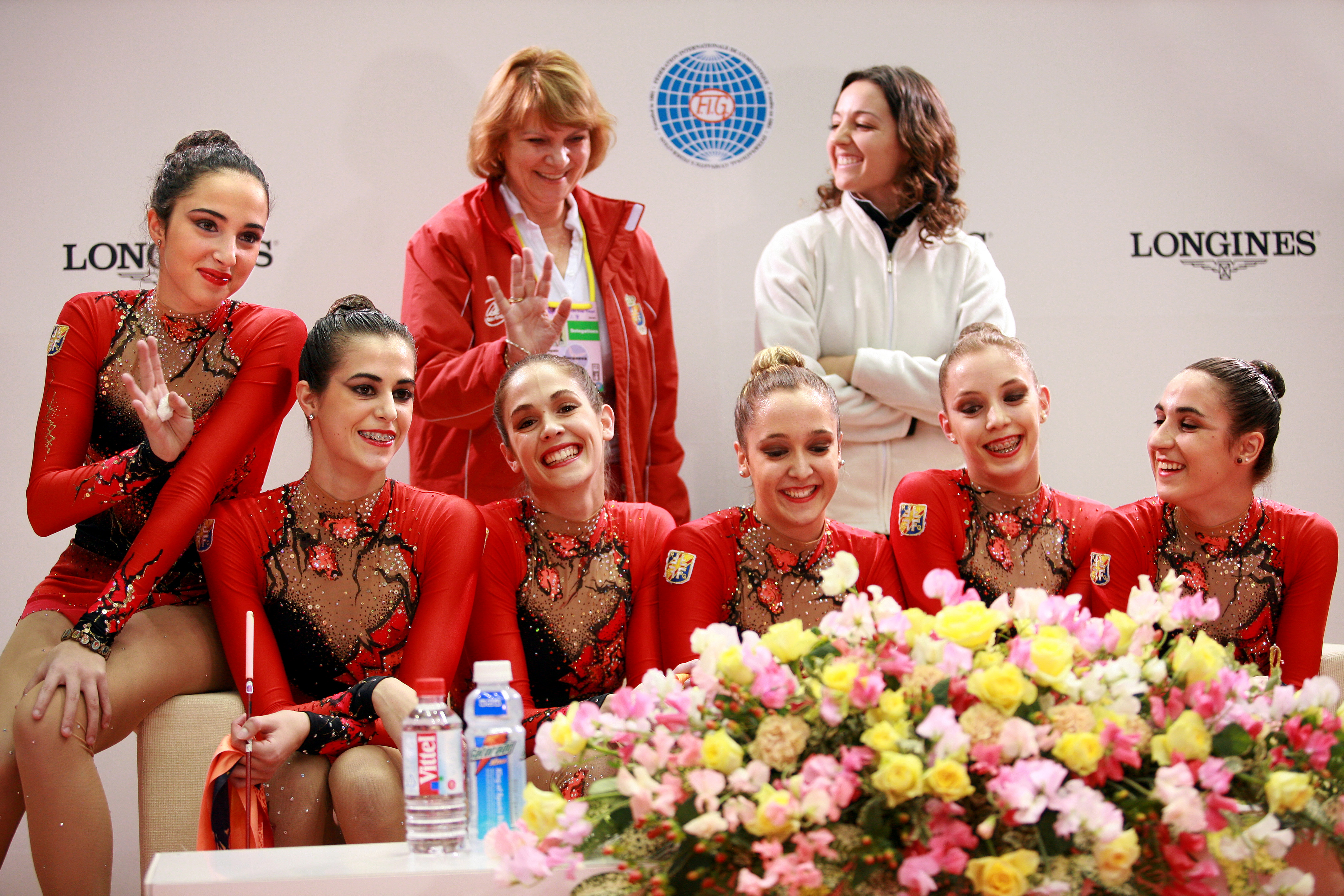
El conjunto español en la Final de la Copa del Mundo de Mie (2006).

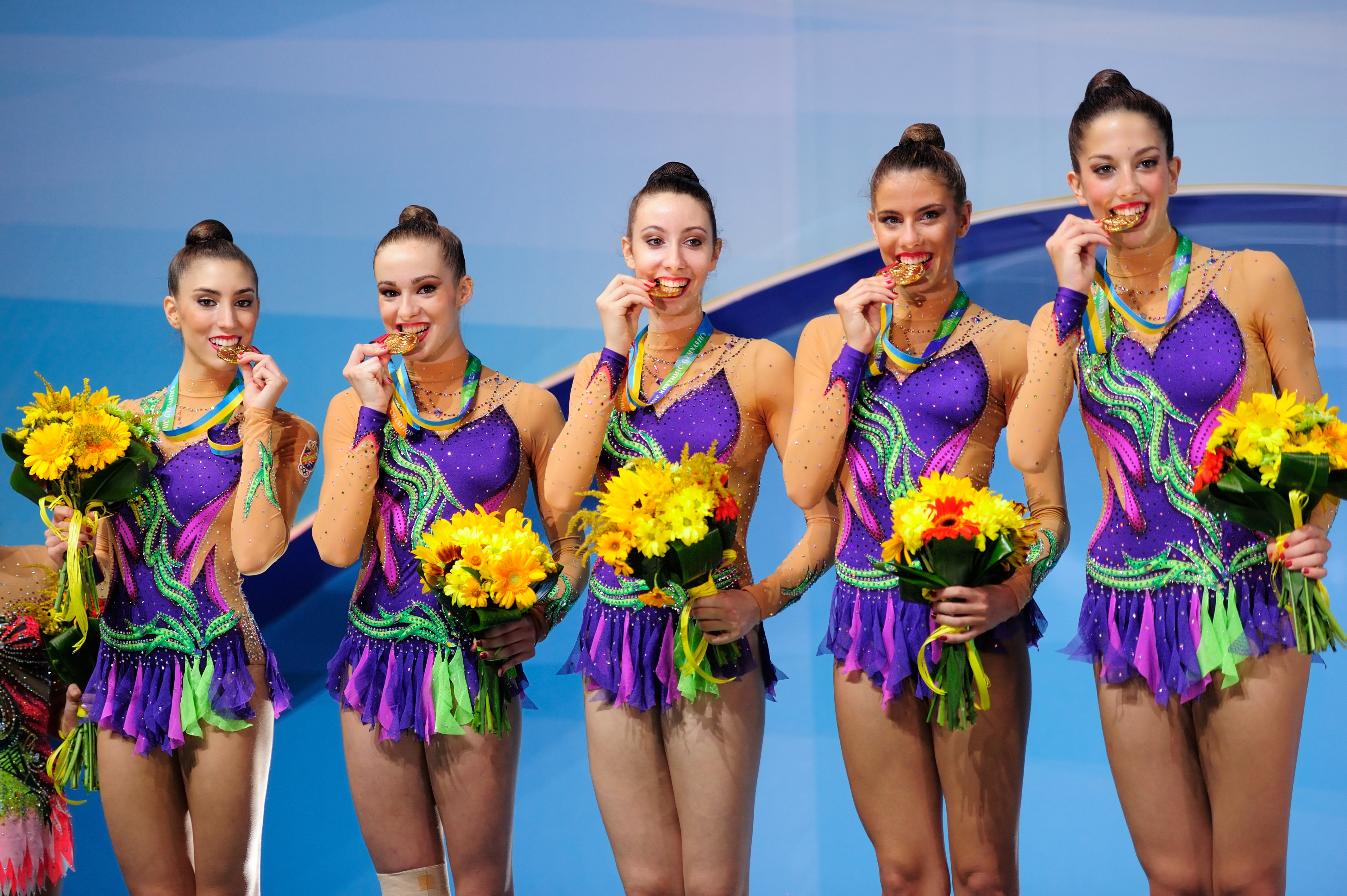
El conjunto con el oro de 10 mazas en el Mundial de Kiev (2013).

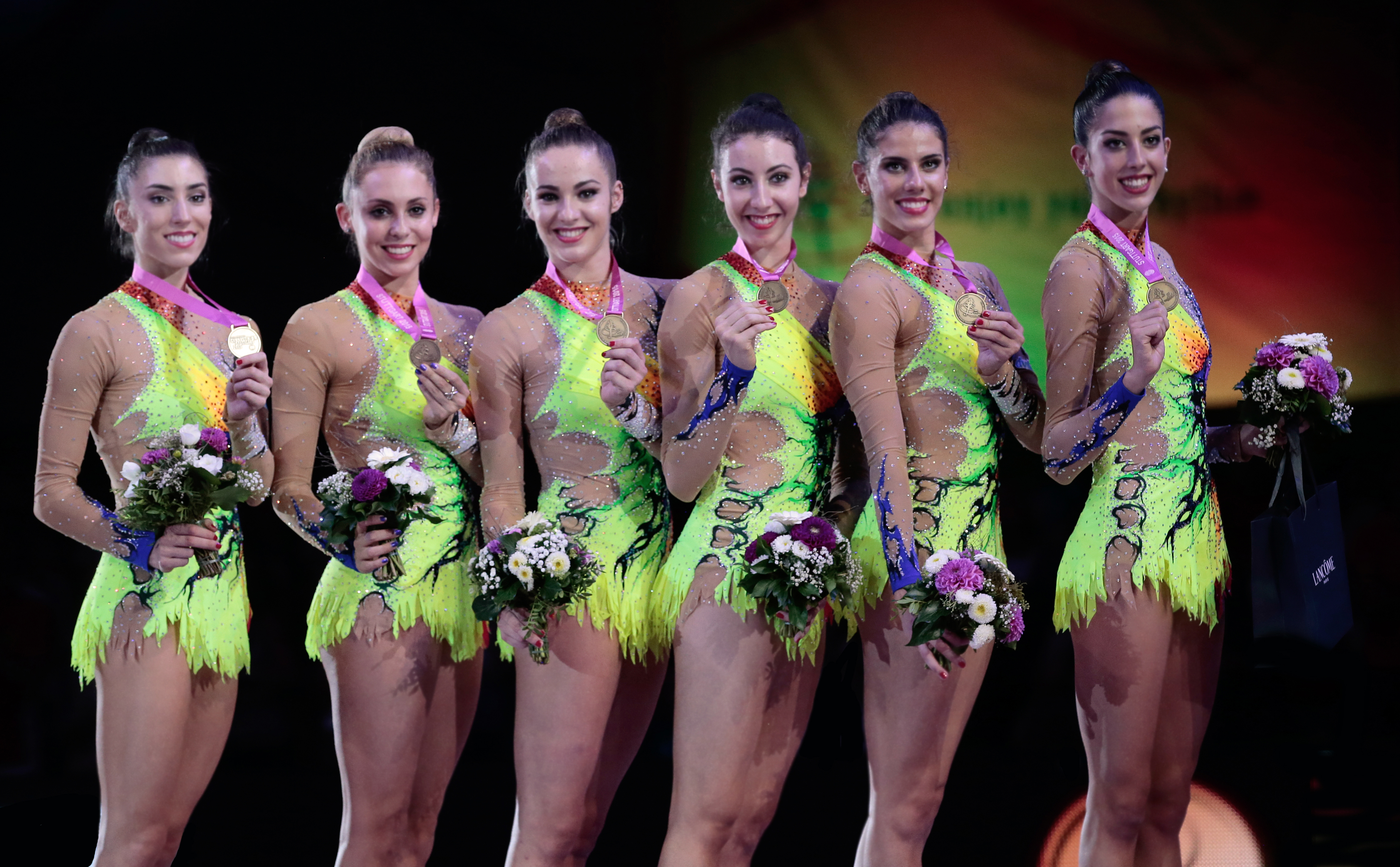
El Equipaso con el bronce de la general en el Mundial de Stuttgart (2015).

- Prueba de la Copa del Mundo en Bakú:  bronce en 3 aros y 4 mazas (Bárbara González Oteiza, Lara González, Marta Linares, Isabel Pagán, Ana María Pelaz y Nuria Velasco).

 2006 
- Prueba de la Copa del Mundo en Portimão:  bronce en 5 cintas y  plata en 3 aros y 4 mazas (Bárbara González Oteiza, Lara González, Violeta González, Isabel Pagán, Ana María Pelaz y Nuria Velasco).

 2007 
- Prueba de la Copa del Mundo en Nizhni Nóvgorod:  plata en concurso general y  plata en 3 aros y 4 mazas (Bárbara González Oteiza, Lara González, Isabel Pagán, Ana María Pelaz, Verónica Ruiz y Bet Salom).

 2008 
- Final de la Copa del Mundo en Benidorm:  plata en 5 cuerdas y  plata en 3 aros y 4 mazas (Bárbara González Oteiza, Lara González, Isabel Pagán, Ana María Pelaz, Verónica Ruiz y Bet Salom).[7]

 2009 
- Prueba de la Copa del Mundo en Portimão:  plata en concurso general y  plata en 3 cintas y 2 cuerdas (Loreto Achaerandio, Sandra Aguilar, Ana María Pelaz, Alejandra Quereda, Lidia Redondo y Nuria Artigues como suplente).

 2012 

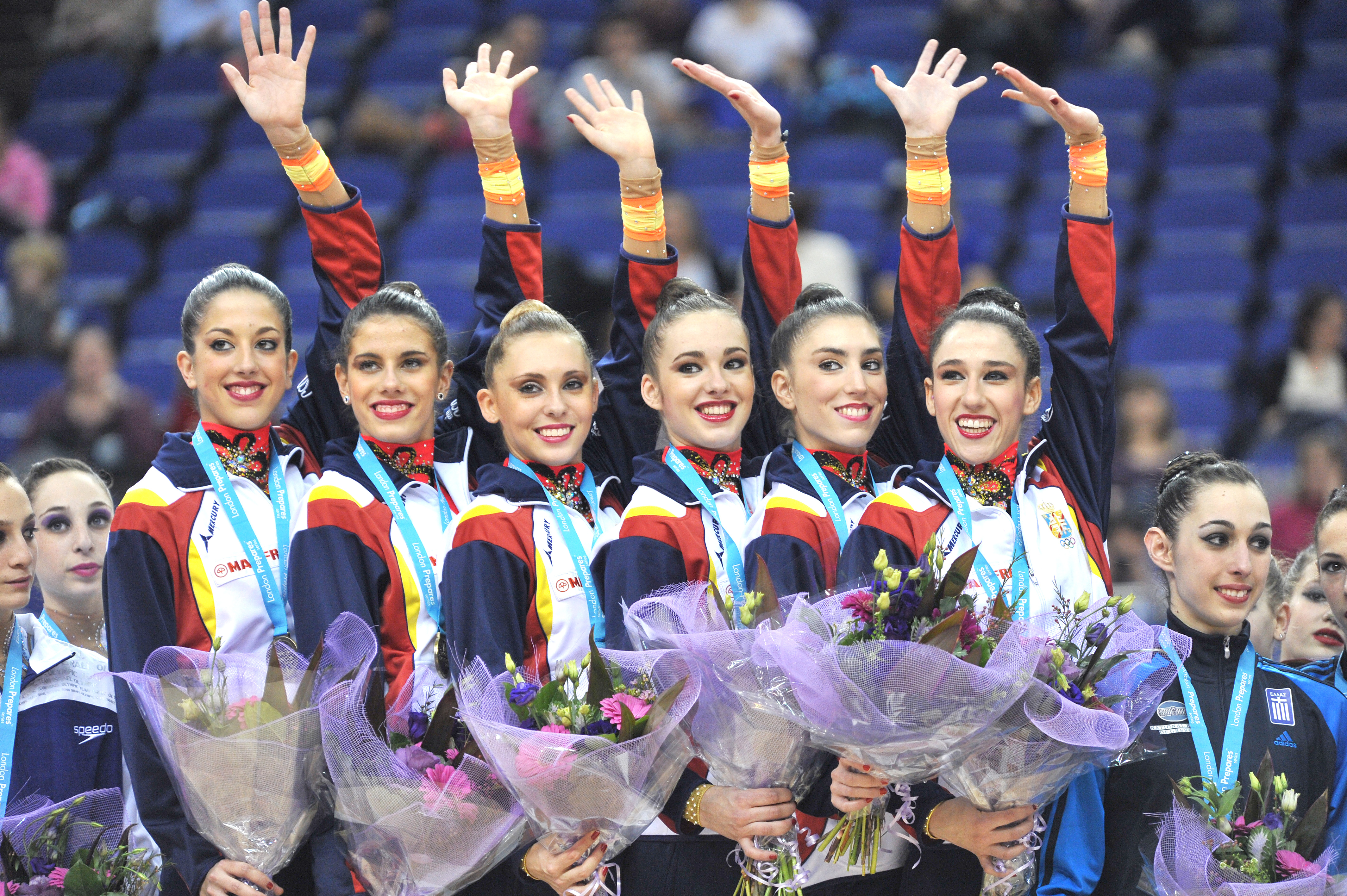
El conjunto español en el podio del Preolímpico de Londres (2012).

- Preolímpico de Londres 2012:  oro en concurso general (Loreto Achaerandio, Sandra Aguilar, Elena López, Lourdes Mohedano, Alejandra Quereda y Lidia Redondo).[8]
- Prueba de la Copa del Mundo en Sofía:  bronce en concurso general y  oro en 3 cintas y 2 aros.
- Prueba de la Copa del Mundo en Minsk:  bronce en concurso general.

 2013 
- Prueba de la Copa del Mundo en Lisboa:  oro en concurso general y  bronce en 3 pelotas y 2 cintas.
- Prueba de la Copa del Mundo en Sofía:  plata en 10 mazas.
- Prueba de la Copa del Mundo en San Petersburgo:  bronce en concurso general.
- Campeonato del Mundo de Kiev:  oro en 10 mazas y  bronce en 3 pelotas y 2 cintas (Sandra Aguilar, Artemi Gavezou, Elena López, Lourdes Mohedano y Alejandra Quereda).

 2014 
- Prueba de la Copa del Mundo en Lisboa:  oro en concurso general,  plata en 10 mazas y  plata en 3 pelotas y 2 cintas.
- Prueba de la Copa del Mundo en Minsk:  plata en concurso general y  bronce en 3 pelotas y 2 cintas.
- Campeonato de Europa de Bakú:  bronce en 10 mazas (Sandra Aguilar, Artemi Gavezou, Elena López, Lourdes Mohedano y Alejandra Quereda).
- Prueba de la Copa del Mundo en Sofía:  bronce en 10 mazas (Sandra Aguilar, Adelina Fominykh, Elena López, Lourdes Mohedano, Alejandra Quereda y Marina Viejo).
- Prueba de la Copa del Mundo en Kazán:  bronce en concurso general.
- Campeonato del Mundo de Esmirna:  oro en 10 mazas (Sandra Aguilar, Artemi Gavezou, Elena López, Lourdes Mohedano y Alejandra Quereda).

 2015 
- Prueba de la Copa del Mundo en Lisboa:  bronce en concurso general y  bronce en 2 aros y 6 mazas (Sandra Aguilar, Artemi Gavezou, Claudia Heredia, Alejandra Quereda y Lidia Redondo).
- Prueba de la Copa del Mundo en Pesaro:  bronce en concurso general (Sandra Aguilar, Artemi Gavezou, Claudia Heredia, Elena López, Alejandra Quereda y Lidia Redondo).
- Prueba de la Copa del Mundo en Taskent:  plata en concurso general y  plata en 2 aros y 6 mazas (Sandra Aguilar, Artemi Gavezou, Elena López, Lourdes Mohedano, Alejandra Quereda y Lidia Redondo).
- Campeonato del Mundo de Stuttgart:  bronce en concurso general (Sandra Aguilar, Artemi Gavezou, Elena López, Lourdes Mohedano, Alejandra Quereda y Lidia Redondo como suplente).

 2016 
- Prueba de la Copa del Mundo en Espoo:  bronce en concurso general,  oro en 5 cintas y  plata en 2 aros y 6 mazas (Sandra Aguilar, Artemi Gavezou, Elena López, Lourdes Mohedano y Alejandra Quereda).
- Prueba de la Copa del Mundo en Lisboa:  bronce en concurso general y  bronce en 2 aros y 6 mazas (Sandra Aguilar, Artemi Gavezou, Elena López, Lourdes Mohedano y Alejandra Quereda).
- Prueba de la Copa del Mundo en Taskent:  bronce en 5 cintas y  plata en 2 aros y 6 mazas (Sandra Aguilar, Artemi Gavezou, Elena López, Lourdes Mohedano y Alejandra Quereda).
- Prueba de la Copa del Mundo en Guadalajara:  oro en concurso general,  bronce en 5 cintas y  bronce en 2 aros y 6 mazas (Sandra Aguilar, Artemi Gavezou, Elena López, Lourdes Mohedano y Alejandra Quereda).
- Campeonato de Europa de Jolón:  bronce en 5 cintas y  plata en 2 aros y 6 mazas (Sandra Aguilar, Artemi Gavezou, Elena López, Lourdes Mohedano y Alejandra Quereda).
- Prueba de la Copa del Mundo en Bakú:  bronce en 5 cintas y  bronce en 2 aros y 6 mazas (Sandra Aguilar, Artemi Gavezou, Elena López, Lourdes Mohedano y Alejandra Quereda).
- Juegos Olímpicos de Río 2016:  plata en concurso general (Sandra Aguilar, Artemi Gavezou, Elena López, Lourdes Mohedano y Alejandra Quereda).

 2017 
- Prueba de la Copa del Mundo en Portimão:  bronce en 5 aros (Mónica Alonso, Victoria Cuadrillero, Clara Esquerdo, Ana Gayán, Lía Rovira y Sara Salarrullana).

 2022 
- Prueba de la Copa del Mundo en Pamplona:  bronce en concurso general y  plata en 5 aros (Ana Arnau, Inés Bergua, Valeria Márquez, Mireia Martínez, Patricia Pérez Fos y Salma Solaun).
- Prueba de la Copa del Mundo en Portimão:  plata en concurso general,  plata en 5 aros y  plata en 3 cintas y 2 pelotas (Ana Arnau, Inés Bergua, Valeria Márquez, Mireia Martínez, Patricia Pérez Fos y Salma Solaun).
- Campeonato de Europa de Tel Aviv:  plata en 3 cintas y 2 pelotas (Ana Arnau, Inés Bergua, Valeria Márquez, Mireia Martínez, Patricia Pérez Fos y Salma Solaun).
- Prueba de la Copa del Mundo en Cluj-Napoca:  bronce en concurso general,  bronce en 5 aros y  plata en 3 cintas y 2 pelotas (Ana Arnau, Inés Bergua, Valeria Márquez, Mireia Martínez, Patricia Pérez Fos y Salma Solaun).
- Campeonato del Mundo de Sofía:  bronce en concurso general y  bronce en 5 aros (Ana Arnau, Inés Bergua, Valeria Márquez, Mireia Martínez, Patricia Pérez Fos y Salma Solaun).

 2023 
- Prueba de la Copa del Mundo en Portimão:  oro en concurso general y  plata en 5 aros (Ana Arnau, Inés Bergua, Mireia Martínez, Patricia Pérez Fos y Salma Solaun).
- Campeonato de Europa de Bakú:  bronce en 3 cintas y 2 pelotas (Ana Arnau, Inés Bergua, Mireia Martínez, Patricia Pérez Fos y Salma Solaun).

### Combinado (Individual + conjunto)
2022 
- Campeonato del Mundo de Sofía:  bronce por equipos (Alba Bautista, Polina Berezina y el conjunto español integrado por Ana Arnau, Inés Bergua, Valeria Márquez, Mireia Martínez, Patricia Pérez Fos y Salma Solaun).

## Listado selecto de gimnastas del equipo nacional
Listado de gimnastas de la selección española de gimnasia rítmica que tienen artículo en Wikipedia en español (en negrita gimnastas en activo).
| - Sonia Abejón - Marta Aberturas - Carmen Acedo - Loreto Achaerandio - Sandra Aguilar - María Jesús Alegre - Débora Alonso - Mónica Alonso - María Añó - Ana Arnau - Igone Arribas - Marta Baldó - Alba Bautista - Ana Bautista - Sara Bayón - Isabel Benavente - Polina Berezina - Inés Bergua - Begoña Blasco - África Blesa - Marta Bobo - Verónica Bódalo - Carolina Borrell - Nuria Cabanillas - Marta Calamonte - Marta Cantón - Amaya Cardeñoso - Alba Caride - Blanca Castroviejo Fisher - Marisa Centeno - Cristina Chapuli - Almudena Cid - Jennifer Colino - Ángela Corao - Victoria Cuadrillero - Cristina Dassaeva - Pilar Domenech - Esther Domínguez - Rocío Ducay - Patricia Elorduy - Lorea Elso - Esther Escolar - Maider Esparza - Rosabel Espinosa - Clara Esquerdo - Marina Fernández Moreno - Noelia Fernández Navarro - María Fernández Ostolaza - Mónica Ferrández - Adelina Fominykh - Bito Fuster - Victoria García - Natalia García Timofeeva - Artemi Gavezou - Ana Gayán - Estela Giménez - Violeta Giménez - Isabel Gómez Pérez - Bárbara González Oteiza - Lara González Oteiza - Violeta González - Lorena Guréndez - Claudia Heredia - Lucía Fernández Haro | - Leticia Herrería - Tania Lamarca - Ada Liberio - Marta Linares - Sara Llana - Maisa Lloret - Elena López - Carolina Malchair - Montse Manzanares - Virginia Manzanera - Valeria Márquez - Alicia Martín - Estela Martín - María Martín - Montse Martín - Ana Martínez - Cristina Martínez - Estíbaliz Martínez - Mireia Martínez - Arancha Marty - Susana Mendizábal - Lourdes Mohedano - Mari Carmen Moreno - Nerea Moreno - Vanesa Muñiz - Beatriz Nogales - Eva Obalat - Maider Olleta - Paula Orive - Lourdes Osuna - Isabel Pagán - María Pardo - Carolina Pascual - Ana María Pelaz - Patricia Pérez Fos - Peligros Piñero - Bárbara Plaza - Alba Polo - Alejandra Quereda - Lidia Redondo - Emma Reyes - Carolina Rodríguez - María José Rodríguez - Ofelia Rodríguez - Dilayla Romeo - Noa Ros - Lía Rovira - Gemma Royo - Verónica Ruiz - Sara Salarrullana - Nuria Salido - Bet Salom - Salma Solaun - Nancy Usero - Júlia Usón - Nuria Velasco - Carmina Verdú - Marina Viejo - Arancha Villar - Cathy Xaudaró - Graciela Yanes - Silvia Yustos |

Algunas ex gimnastas rítmicas españolas destacadas que nunca fueron convocadas por la selección son Iratxe Aurrekoetxea, Jéssica Salido, María Castro, Elmira Dassaeva o Raquel Rodríguez.

## Distinciones
| Distinción                                                   | Año              |
| ------------------------------------------------------------ | ---------------- |
| Placa de Oro – Real Orden del Mérito Deportivo               | 1996             |
| Galardón                                                     | Año              |
| Premio Nacional del Deporte Mejor Selección Española del Año | 1987, 1996, 2014 |